# Friedrich Engels
Friedrich Engels (Barmen-Elberfeld, Prusia; 28 de noviembre de 1820-Londres; 5 de agosto de 1895), también conocido en español como Federico Engels, fue un filósofo, politólogo, sociólogo, antropólogo, historiador, periodista y teórico revolucionario comunista y socialista alemán. Era amigo y colaborador de Karl Marx. De él dijo Engels: «Al lado de Marx siempre toqué el segundo violín».
Engels era hijo del propietario de una importante fábrica textil en Mánchester, corazón de la Revolución Industrial. Durante su estancia, escribió su primer libro La situación de la clase obrera en Inglaterra (1845), que influyó a Marx a concebir la dialéctica histórica en términos de conflicto de clases. Junto con él, fue coautor de obras fundamentales para el nacimiento de los movimientos comunista, socialista y sindical, como La Sagrada Familia (1844), La ideología alemana (1846) y el Manifiesto del Partido Comunista (1848). Fue dirigente político de la Primera Internacional (1864) y de la Segunda Internacional (1889). También ayudó financieramente a Marx para que publicara El capital en 1867. Sus actividades periodísticas contribuyeron significativamente a la difusión del marxismo a través de obras como Anti-Dühring (1877) y Del socialismo utópico al socialismo científico (1880).
Después de la muerte de Marx, en 1883, escribía el revolucionario Lenin: «Engels, solo, continuaba siendo el consejero y guía de los socialistas europeos». Engels editó y publicó el segundo y tercer tomo de El capital y organizó las notas de Marx para componer Teorías sobre la plusvalía, que luego publicaría Kautsky como «cuarto volumen». Además de sus estudios económicos y filosóficos, Engels se ocupó intensamente del desarrollo de las ciencias naturales, matemáticas y continuó trabajando en el desarrollo teórico de su cosmovisión en La dialéctica de la naturaleza (1883), El origen de la familia, la propiedad privada y el Estado (1884) y Ludwig Feuerbach y el fin de la filosofía clásica alemana (1888), sentando así las bases para el materialismo dialéctico posterior.
Engels se niega a asignar a la filosofía el papel de ciencia de las ciencias y hace hincapié en el valor metodológico de aquella, siendo de importante contribución su lógica dialéctica, teoría del conocimiento y su crítica del agnosticismo. Sus conocimientos polifacéticos le permitieron clasificar las ciencias basándose en sus conexiones con las formas objetivas del movimiento de la materia. «Aplicó métodos dialécticos a las “ciencias naturales” y también utilizó sus conocimientos de antropología para producir un estudio de los orígenes históricos de la propiedad privada y la opresión de las mujeres». En su correspondencia con Franz Mehring, Engels puso de manifiesto la interacción de infraestructura económica con la superestructura con el desarrollo de la ideología (filosofía, religión, arte) como «un proceso que se opera por el llamado pensador» pero que «las verdaderas fuerzas propulsoras que lo mueven, permanecen ignoradas» y «se imaginan, pues, fuerzas propulsoras falsas» generando una falsa conciencia al pensador.
Engels mostraba también interés en el movimiento revolucionario ruso y redactó una serie de artículos dedicados a las relaciones sociales en ese país. Según Isaiah Berlin, fueron las obras de Engels, en lugar de las de Marx, la fuente principal del materialismo histórico y dialéctico de Plejánov, Kautsky, Lenin, Trotski, Mao e incluso Stalin. La relación entre la teoría de Marx y Engels es todavía objeto de debate dentro del marxismo.
En agosto de 1895, a los 74 años, Engels murió de cáncer de esófago en Londres. Sus cenizas fueron esparcidas por Beachy Head, cerca de Eastbourne. Tras su muerte, Lenin escribió: 

Con su muerte los revolucionarios rusos han perdido al mejor de sus amigos. ¡Honremos siempre la memoria de Federico Engels, gran luchador y maestro del proletariado!

## Biografía

### Orígenes y juventud

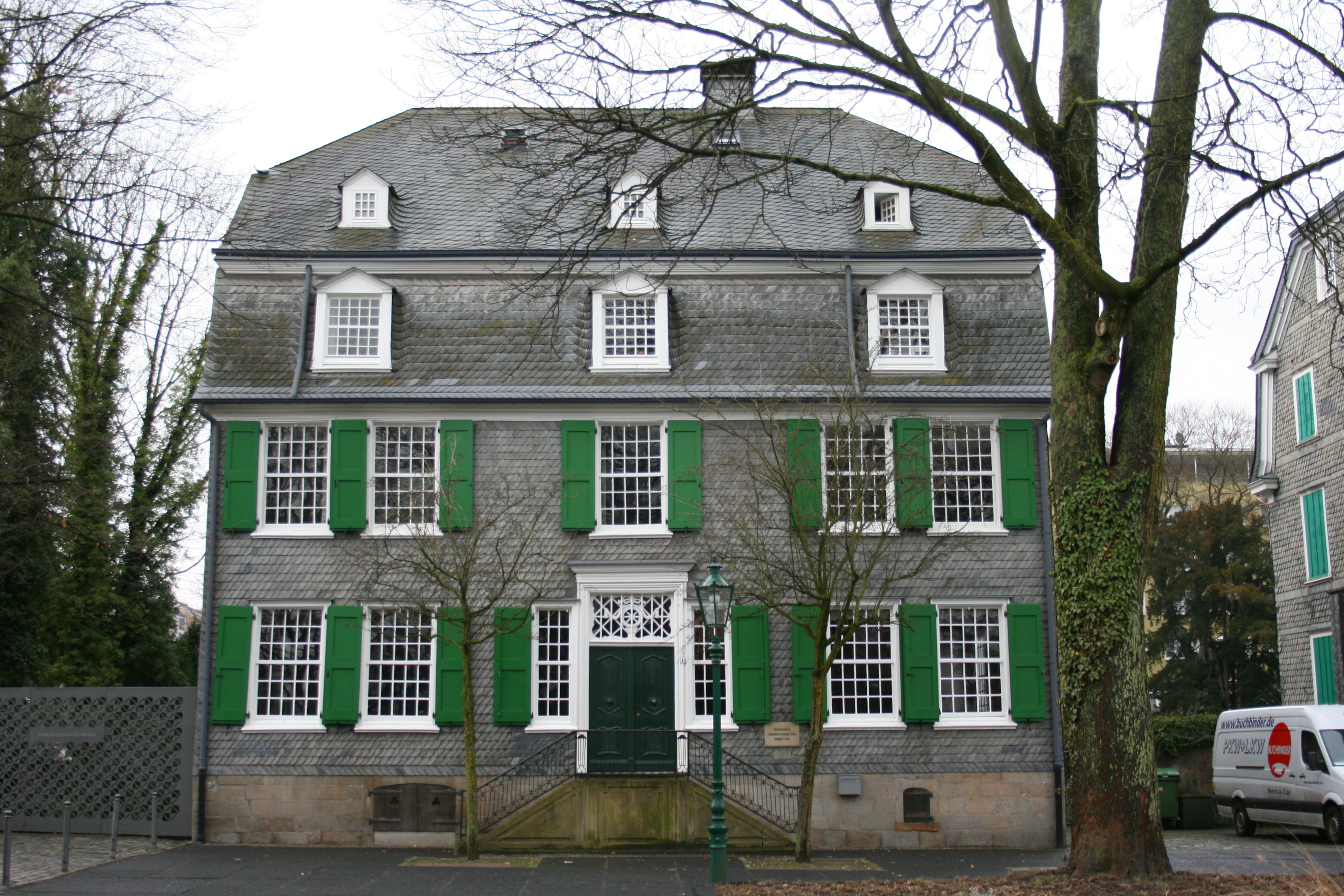
La casa de la familia Engels en Barmen (ahora en Wuppertal), Alemania.

Engels nació el 28 de noviembre de 1820, en Barmen, provincia de Renania, hijo de Friedrich Engels y su esposa Elise Marice, prósperos industriales textiles renanos. La familia, asentada en Renania desde finales del siglo XVI, había comenzado a prosperar en tiempos del bisabuelo de Engels, quien se había instalado en Barmen y creado una industria de blanqueo de hilados. El padre de Engels había perdido el negocio familiar por disputas familiares y había fundado uno nuevo de hilatura de algodón con nuevos socios holandeses en Mánchester, Barmen y Engelskirchen. La familia —formada por el matrimonio y sus ocho hijos, la mitad mujeres y la otra mitad varones— mostraba una religiosidad cercana al calvinismo muy extendida en la época en la región, caracterizada por un cierto puritanismo, ascetismo, reserva e industria, que la familia inculcó al joven Engels.
Tras estudiar en la escuela local, a los catorce años se le envió al gimnasio de Elberfeld —uno de los mejores de Prusia—, donde se alojó con un pastor luterano de la localidad. Allí y gracias a sus lecturas de antiguos mitos y romances germanos, se vio influenciado por el nacionalismo romántico alemán. El patriotismo cultural que adquirió en esta época le acompañó toda su vida. A pesar de sus buenas notas y su deseo de continuar sus estudios y quizá dedicarse a la poesía, su padre lo sacó del instituto para que comenzase a aprender sobre el negocio familiar.

### Aprendizaje mercantil y primeros escritos en Bremen

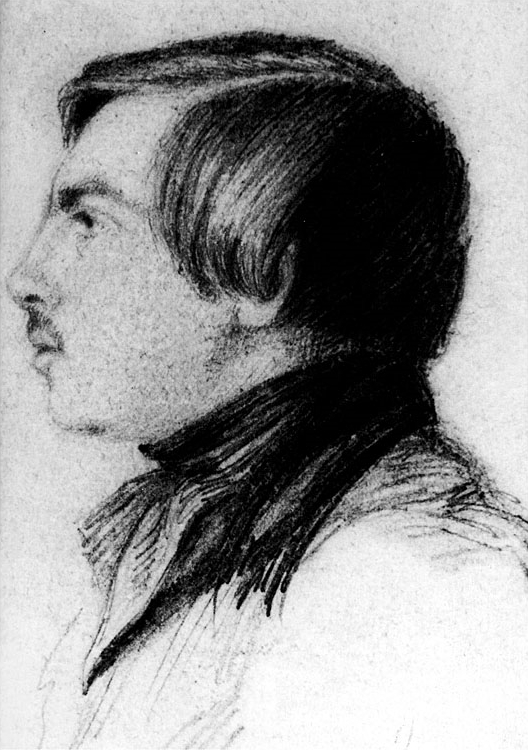
Retrato de Engels con diecinueve años durante su periodo de aprendizaje mercantil en Bremen, meses antes de trasladarse a Berlín a cumplir el servicio militar por Georg Wilhelm Feistkorn. En el puerto hanseático comenzó a escribir en diversas publicaciones, aún con pseudónimo.

Después de acompañar a su padre en un viaje de negocios a Gran Bretaña en el verano de 1838, se instaló en Bremen para aprender sobre la industria textil. Aunque útil para su carrera futura, este aprendizaje sobre el funcionamiento del capitalismo mercantil resultó tedioso para el joven Engels, más interesado en aprovechar el ambiente —más liberal que el de su localidad natal— del gran puerto. Duelista, bailarín, viajero y aprendiz de canto además de importador de literatura política prohibida, compensaba con estas actividades el aburrido trabajo en las oficinas mercantiles. Pronto mostró sus simpatías por los «jóvenes alemanes», movimiento que exigía reformas políticas radicales basadas en el patriotismo progresista, opuesto al feudalismo y a las monarquías que dominaban en aquel momento Alemania. Engels simpatizaba entonces con el republicanismo antirreligioso y liberal que había expresado Percy Shelley años antes.
Llegado a Bremen, se había mostrado cada vez más insatisfecho con la religión de predestinación y condena de su región natal y había adoptado una posición cada vez más crítica y racionalista. A finales de 1839 e influido por las críticas a la religión establecida y al cristianismo de David Friedrich Strauss entre otros, abandonó la fe religiosa y se interesó cada vez más por las teorías de Hegel.
Comenzó además a publicar con pseudónimo —para evitar disgustos familiares— en algunos periódicos. Especialmente destacable, entre artículos críticos escritos para burlar la censura, fueron sus Cartas desde Wuppertal en las que realizó una aguda crítica de las misérrimas condiciones de vida del proletariado de la región, que había visitado para obtener información de primera mano con que redactarlas.

### Intelectual radical en Berlín

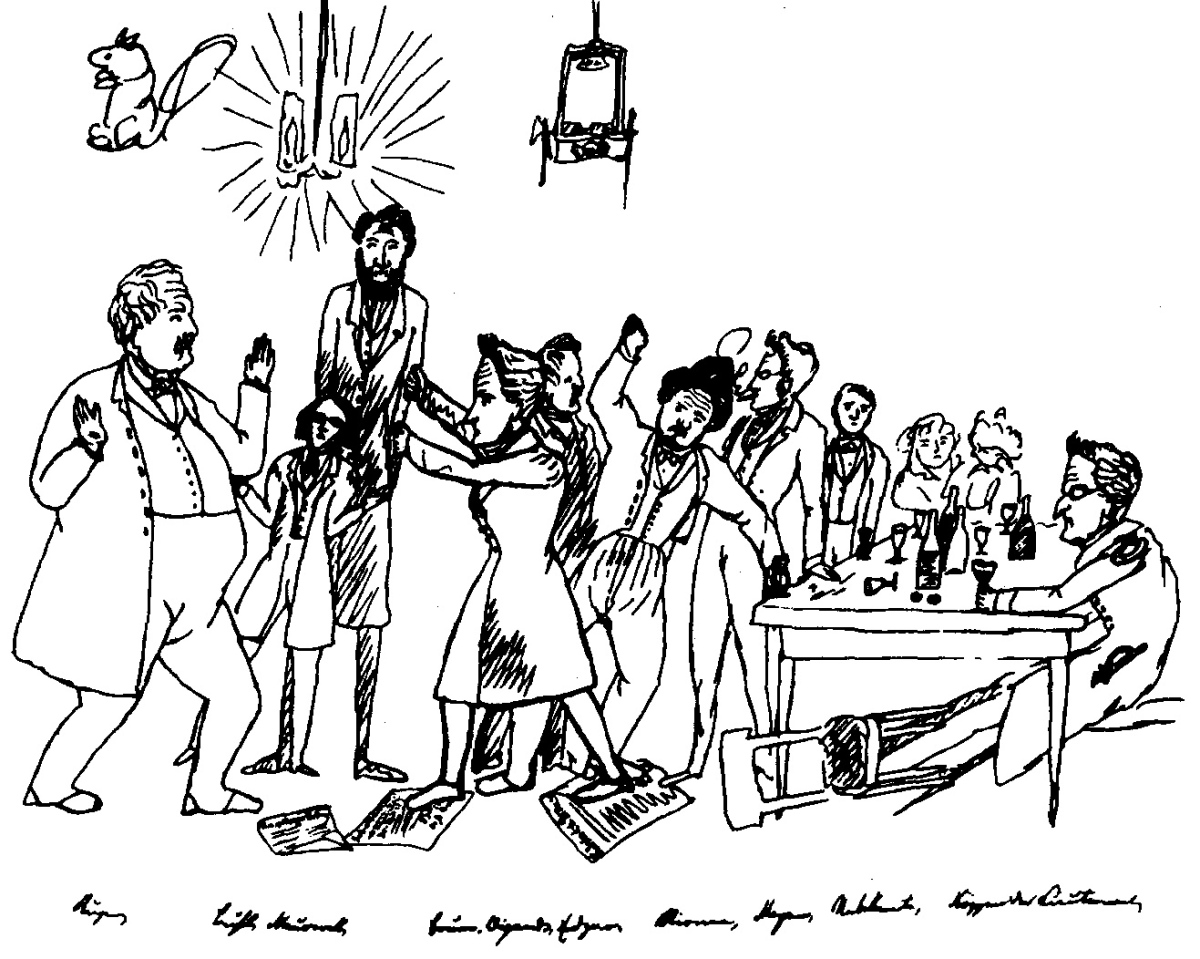
Dibujo de Engels del grupo Die Freien de jóvenes hegelianos. De izquierda a derecha: Arnold Ruge, Ludwig Bühl, Carl Nauwerck, Bruno Bauer, Otto Wigand, Edgar Bauer, Max Stirner, Eduard Meyen, tres desconocidos, Karl Friedrich Köppen.

A comienzos de 1841, se había cansado de su trabajo en Bremen y regresó al hogar paterno. Pocos meses más tarde, en septiembre, harto también del ambiente en su localidad natal, decidió realizar el servicio militar en una compañía de artillería en Berlín. A pesar de que se trasladó a la capital prusiana para servir en el Ejército, dedicó todo el tiempo que pudo a asistir a la universidad donde, a pesar del ambiente reaccionario, se mostró partidario de Hegel, por entonces atacado por Schelling en sus conferencias universitarias por encargo de la corte prusiana a las que Engels asistió para «proteger la tumba del gran hombre del abuso». Entre los presentes también se encontraban Søren Kierkegaard y Mijaíl Bakunin.
Orgulloso de su uniforme pero aburrido pronto de la vida militar y gracias a su holgada situación financiera, pasaba sus días en conferencias, salas de lectura y tabernas. En estas se unió a otros jóvenes intelectuales radicales que renegaban de la religión y de la moral y convenciones burguesas.
En marzo de 1842, Engels publicó el folleto Schelling y la revelación en el que hace una crítica rigurosa a las concepciones místicas de Schelling. En noviembre de 1842, tuvo su primer encuentro, desagradable, con Marx, en las oficinas del Rheinische Zeitung, del que este era redactor. Marx reprobaba los artículos extremistas de los intelectuales radicales entre los que se contaba Engels, pues creía que podían poner en peligro el periódico, propiedad de unos comerciantes liberales de Colonia. Antes de su traslado de Berlín a Mánchester —decidido por su padre para tratar de introducirle en la gestión del negocio familiar y de que abandonase su radicalismo político una vez acabado su servicio militar de un año en octubre de 1842—, Engels, como parte de los «jóvenes hegelianos», comenzó a sentir la influencia del análisis social del capitalismo de Moses Hess, que orientó al grupo del reformismo político al comunismo. Visitó a Hess poco antes de partir a Gran Bretaña, lo que acentuó su inclinación hacia las teorías comunistas de este.

### Industrial en Mánchester
En Mánchester Engels se interesó por los movimientos socialistas locales, los owenistas y los cartistas. Forjó amistad con George Julian Harney, miembro extremista de los cartistas y con James Leach, antiguo obrero y azote de los industriales. A pesar de continuar trabajando en la fábrica paterna, abandonó la compañía de la burguesía en su tiempo libre y comenzó a frecuentar los ambientes obreros, empezando por las sedes owenistas. Por otro lado, Thomas Carlyle, sabio reaccionario pero único intelectual británico admirado por Engels, le influyó por su dura crítica del capitalismo, que comparaba desfavorablemente con el pasado medieval que idealizaba. En algunas de sus obras, Engels utilizó citas literales de las obras de Carlyle contra el capitalismo.

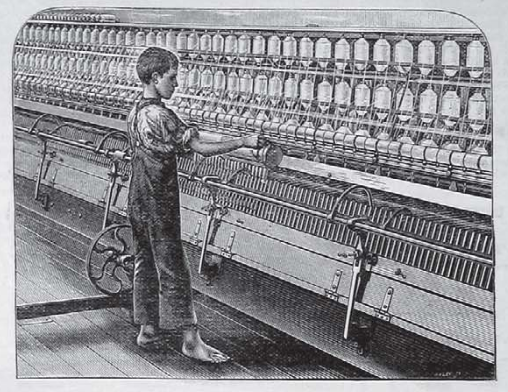
Niño en un telar industrial. Engels conoció la miseria de la vida de los obreros industriales en el gran centro textil británico de Mánchester, donde trabajaba en la fábrica paterna.

La guía de Engels en el mundo obrero de Mánchester —complemento esencial a las teorías filosóficas aprendidas en Alemania— fue su amante y primer gran amor, Mary Burns, trabajadora de origen irlandés nacida alrededor de 1823 y a la que conoció a comienzos de 1843. Ella le introdujo en la dura vida de la inmigración irlandesa y le hizo conocer las condiciones de vida de la clase trabajadora de la ciudad. El conocimiento de los dos mundos que se encontraban en la ciudad (el de los industriales y el de la clase obrera) tuvo una notable influencia en su evolución de la filosofía a la economía política, que se reflejó ya en una primera obra de comienzos de 1843, publicada en los Anuarios franco-alemanes (Deutsch-französische Jahrbücher) de Marx: el artículo Elementos de una crítica de la economía política. En esta, analizaba las contradicciones económicas y las crisis sociales europeas, utilizando tanto su conocimiento de las teorías filosóficas alemanas (el concepto de alienación de Feuerbach) como su experiencia de la vida obrera de Mánchester. Para Engels en esta obra, la raíz del proceso de alienación que sufrían los desfavorecidos del sistema capitalista era la propiedad privada, tesis influida por la obra de Proudhon de 1840 (¿Qué es la propiedad?), que debía desaparecer. Con el fin de esta debía llegar el de la avaricia y el de la explotación humana. En 1845, publicó una obra más amplia y dura sobre la miseria del sistema capitalista tal como se reflejaba en las fábricas de Mánchester: La situación de la clase obrera en Inglaterra. Mezcla de historia, estadísticas —muchas de ellas extraídas de documentación oficial— y aceradas críticas, este libro era una acusación a la burguesía británica por sus métodos. El escrito —el último de teoría socialista de Engels en solitario en treinta años— sirvió para forjar la estructura del socialismo científico gracias a la unión del concepto de alienación heredado de Hegel con las observaciones sobre la situación material de la población obrera de la urbe industrial. Muchas ideas marxistas como la naturaleza de la división en clases, la inestabilidad intrínseca del capitalismo industrial, la creación por la burguesía de su clase antagonista y lo inevitable de la revolución socialista, se encontraban ya en esta obra de Engels.
Acabado su aprendizaje en Mánchester, regresó a la casa paterna en el verano de 1844, no sin antes realizar una corta visita a Marx en París, donde este le recibió cordialmente, a diferencia de su anterior encuentro. A partir de entonces, Engels se entregó a la colaboración con este.

### En Mánchester y Bruselas, colaborador con Marx
La amistad con Marx, al que reconocía una superior capacidad teórica y mayor originalidad en las ideas, duró cuarenta años de estrecha colaboración. Dicha amistad dirá Lenin que: "superan a todas las conmovedoras leyendas antiguas sobre la amistad entre los hombres". En adelante Engels se convirtió en el sostén de Marx, al que mantuvo junto a su familia, durante los años en que se dedicaba a elaborar El capital. Su primera obra en común fue un opúsculo, Crítica de la crítica crítica: contra Bruno Bauer y compañía, conocida por el título La sagrada familia, en el que los autores atacaban a los restos de los «jóvenes hegelianos» idealistas y oponían a este el materialismo que habían adoptado.

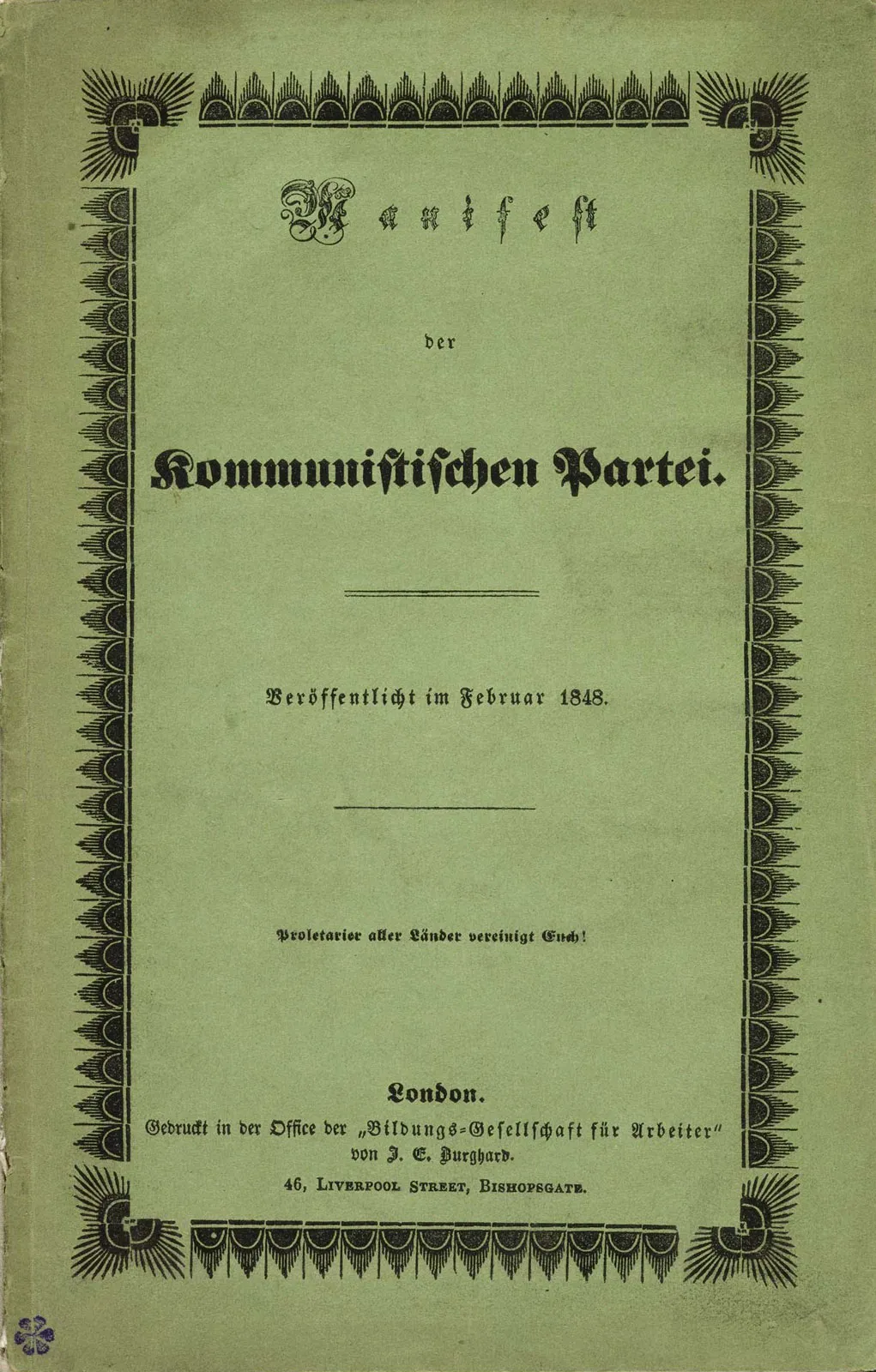
La primera edición del Manifiesto del Partido Comunista, publicada en alemán en 1848.

En la primavera de 1845, con Marx viviendo precariamente en Bélgica, después de que se le deportase de París por su actividad política, a punto de ser detenido por la policía prusiana y sin desear empeorar la relación con sus padres con un arresto, se reunió con aquel en Bruselas. Juntos se trasladaron casi de inmediato a Mánchester para documentarse para una nueva obra y regresaron a Bélgica a finales del verano. De esta primera colaboración surgió un libro, La ideología alemana, que abandonaron sin publicar —se publicó póstumamente, en 1932—, pero que sirvió como etapa de su evolución desde el hegelianismo al materialismo a través de una dura crítica a Max Stirner, crítico a su vez de Feuerbach. Aunque aceptaban la crítica de idealismo de Stirner a Feuerbach, rechazaban sus conclusiones individualistas. Por primera vez, la obra mostraba la visión de Marx y Engels de las estructuras sociales —las religiones, los sistemas políticos o las clases sociales— como derivadas de las condiciones económicas y tecnológicas. Esta interpretación materialista de la historia les llevó a proponer que las distintas civilizaciones no eran sino expresiones de los métodos de producción del momento; su ideología, su política o su forma de Estado —las «superestructuras»— dependían de la base económica en la que se sustentaban a través de la propiedad —las «reglas de producción»—. La evolución de esta llevaba inevitablemente a choques con las relaciones de propiedad y las superestructuras derivadas de la economía basada en las anteriores fuerzas de producción, momento en el que podían tener lugar las revoluciones. El desfase entre la base económica y las superestructuras que se derivaban de ella, como los sistemas políticos, obligaban, en opinión de los autores, a que estas se adaptasen a la nueva situación económica, a menudo a través de dolorosas transformaciones. La oposición violenta contra los defensores del antiguo orden a través de la lucha de clases era, además, inevitable. Para Marx y Engels, el siguiente conflicto debía enfrentar a la burguesía con el proletariado, la clase que representaba la nueva economía industrial y que debía asegurar el advenimiento del comunismo y con él el fin de lo que consideraban alienación del ser humano bajo el capitalismo.
Más tarde, en Bruselas, lugar de refugio de muchos izquierdistas europeos, participó activamente con Marx en la Liga de los Justos, convertida pronto en la Liga de los Comunistas. La organización había surgido en París en la década de 1830 y la gestionaban unos sastres alemanes exiliados en Gran Bretaña tras el frustrado golpe de Louis Auguste Blanqui de 1839. Marx y Engels trataron de fundar una red de organizaciones comunistas europeas de la que la Liga debía ser la representante británica. Para coordinar la red, crearon un «comité de correspondencia comunista». De ese momento hasta 1848, defendieron la expansión de los regímenes burgueses en Europa como método de eliminar el poder de la nobleza y como etapa necesaria para la implantación futura del comunismo. La alianza sería, en todo caso, temporal. Para tratar de imponer su visión, tuvieron que eliminar a los distintos competidores comunistas y socialistas, empezando por el popular Wilhelm Weitling, que defendía una variante de comunismo con tintes cristianos y milenaristas, más dado a la acción que a la teoría y análisis que preferían Marx y Engels. Weitling trató en vano de ganarse el apoyo del comité bruselense, que le rechazó a instancias de Marx y Engels. Este último se encargó de lograr la expulsión de uno de sus partidarios del comité de correspondencia que había defendido la postura de Weitling entre los inmigrantes alemanes en Estados Unidos. Era la primera vez en la que Engels asumía el papel, que desempeñó durante las décadas siguientes, de defensor de lo que él y Marx consideraban la ortodoxia comunista y la disciplina del partido. Al mismo tiempo que se enfrentaban a Weitling y sus partidarios, chocaron con Proudhon y los suyos, a pesar de un tibio intento inicial de cooperación. Para Marx y Engels, Proudhon y sus seguidores defendían una filosofía pequeñoburguesa incapaz de comprender el papel fundamental del proletariado en la supresión del capitalismo y la implantación del comunismo. Para aquellos, Proudhon apenas proponía más que una reforma del sistema capitalista dirigida principalmente a los artesanos perjudicados por la creciente industrialización.

### En París contra Proudhon

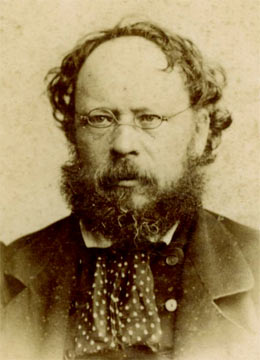
Pierre-Joseph Proudhon, el rival francés de Marx y Engels al que este trató de arrebatar sus seguidores entre el proletariado parisino a mediados de la década de 1840.

Para tratar de ganarse el apoyo de las organizaciones parisinas, generalmente favorables a Proudhon, Engels se trasladó a la capital francesa en agosto de 1846. En competencia con las diversas variantes socialistas presentes en la ciudad, trató de atraerse a los emigrantes alemanes del distrito de Saint Antoine, conocidos como straubingers. Con gran habilidad política, mezcla de denuncias, intimidación, amenazas y división de los posibles adversarios, logró hacerse un hueco en las reuniones políticas de los emigrados, hasta entonces inclinados a la postura de Proudhon y, más tarde, lograr el apoyo a sus posiciones. Vigilado pronto por la policía, se dedicó asimismo a satisfacer sus deseos carnales en París, incluso a costa de la esposa de su antiguo mentor Hess, lo que supuso el fin de su relación.
Infringiendo las reglas de la asociación, logró que le eligiesen delegado a la conferencia de la Liga que se celebró en Londres en junio de 1847. Durante el congreso, la Liga cambió de nombre y adoptó el de Liga de los Comunistas al tiempo que abandonaba su antiguo lema de «Todos los hombres son hermanos» por el de «Trabajadores de todos los países, ¡uníos!». Se encargó a Engels escribir un «catecismo revolucionario» que expresase la ideología de la liga y que aún incluyó una mezcla del socialismo utópico que tanto criticaba y sus propias posiciones. Había escrito dos borradores, el primero un proyecto de Catecismo o Profesión de fe (comunista), que seguía las costumbres de la época. El segundo texto Principios del Comunismo, hacía más hincapié en el materialismo, además de llamar a la revolución proletaria y una serie de pasos de transición hacia el socialismo.
El segundo congreso, celebrado en noviembre en una taberna londinense, respaldó la posición de Marx, que esta vez había podido asistir. El congreso encargó a ambos la redacción de un manifiesto que se basó en el Catecismo y en los Principios del Comunismo redactados para este congreso. Publicado finalmente con el título de Manifiesto del partido comunista (o Manifiesto comunista) llegó a tiempo de traducirse y difundirse por Europa antes de los movimientos revolucionarios de 1848, pero no tuvo ninguna repercusión en ese momento.

### Las revoluciones de 1848

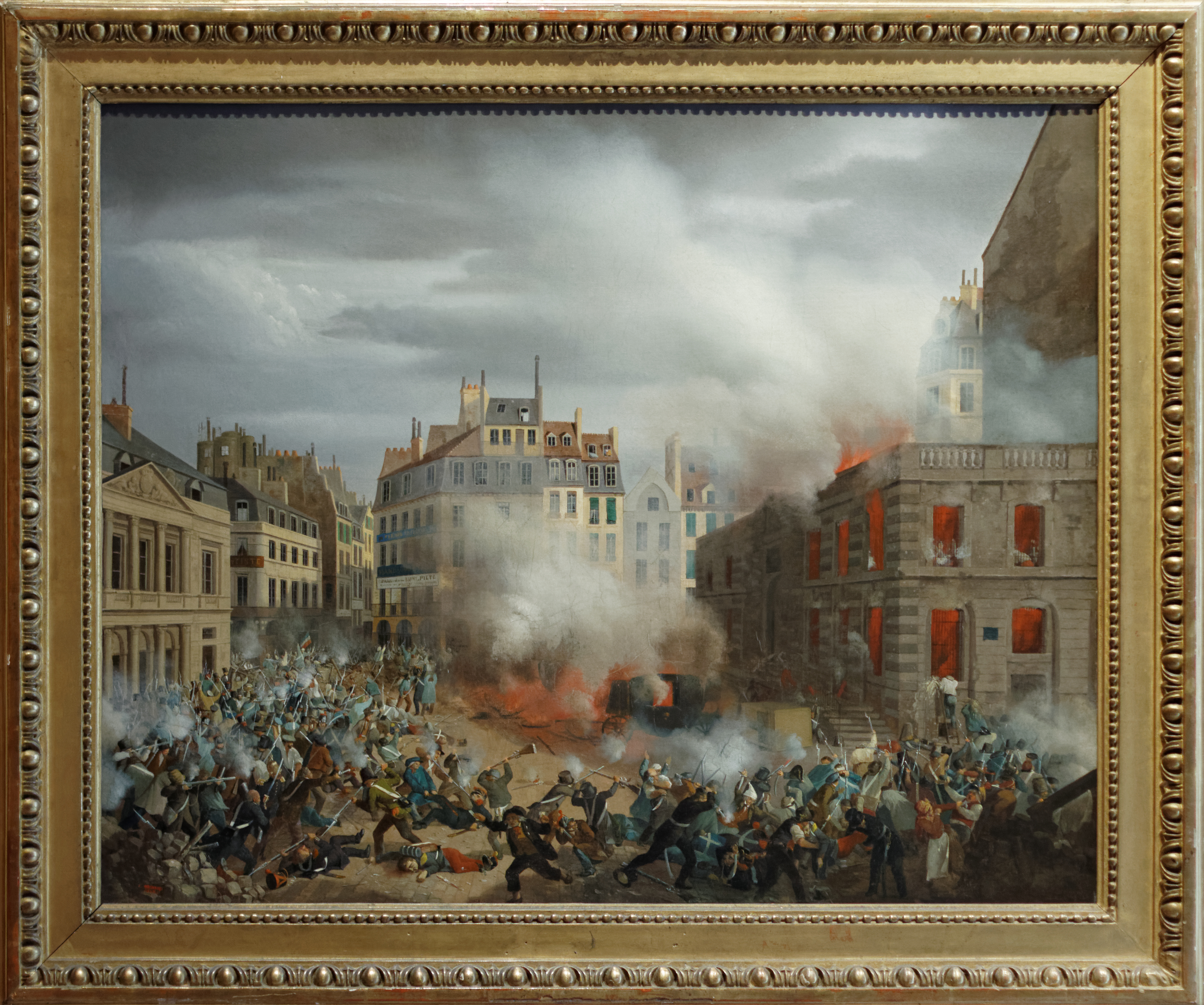
Escena de la Revolución francesa de 1848 en París. Marx y Engels defendieron la cooperación entre campesinos, obreros y burgueses para eliminar a las monarquías absolutistas y el poder de la nobleza, opinión que más tarde abandonaron al fracasar las revoluciones europeas.

Al estallar la Revolución francesa de 1848, Marx y Engels trataron de que esta se extendiese a Bélgica pero el rey Leopoldo cortó de raíz sus planes de agitación expulsando de inmediato a Marx a comienzos de marzo, al que Engels siguió poco después. Escépticos sobre la posibilidad de éxito de las bandas armadas de los emigrados alemanes en Francia contra Prusia, defendieron la implantación de un régimen burgués para eliminar así el poder de los terratenientes. Con una estrategia de propaganda y organización de las fuerzas contrarias a los terratenientes —burgueses, obreros y campesinos—, crearon una organización, la Sociedad de Trabajadores Alemanes, que infiltró clandestinamente a unos trescientos activistas comunistas en Alemania. Crearon un nuevo periódico, la Nueva Gaceta del Rin (Neue Rheinische Zeitung) que, a pesar de su moderación y defensa de objetivos burgueses, no atrajo a los inversores que esperaban. Engels no logró el respaldo de su propia familia o de la burguesía de su valle natal al diario, a pesar de acudir en persona a solicitar inversiones.
La contrarrevolución en Francia, victoriosa en el verano de 1848 y descrita por Engels en el periódico a pesar de su lejanía de los acontecimientos, facilitó la reacción también en Alemania, donde las autoridades comenzaron a hostigar la publicación. Tras una gran manifestación obrera en septiembre, las autoridades proclamaron la ley marcial y la policía publicó una orden de captura de Engels, que huyó a Bélgica, donde las autoridades le deportaron inmediatamente a París, en octubre. En medio de la grave situación de los revolucionarios en toda Europa, Engels se dedicó, sin embargo, a dirigirse a pie a Suiza, disfrutando por el camino de los placeres —incluyendo el vino y las mujeres— de las distintas regiones francesas que atravesaba, sin preocuparse por la revolución. Alcanzó Suiza a principios de noviembre y pasó a Berna donde se unió a la asociación obrera local y se puso al día de los acontecimientos, sin atreverse a regresar a Colonia donde le esperaba una acusación de alta traición. Por entonces se interesó por la Revolución húngara, que defendió a pesar de su faceta nacionalista y antieslava, que compartía. En esta época expresó en diversas ocasiones su desprecio por las naciones sin Estado, que consideraba estorbaban el proceso revolucionario y se aliaban con las fuerzas reaccionarias y un cierto nacionalismo alemán a propósito de la crisis de Schleswig.
De vuelta finalmente en Colonia en enero de 1849 y desengañado de su anterior predilección por la alianza con los burgueses moderados, Engels abogó por radicalizar la revolución y enfrentarse a las fuerzas prusianas mediante una guerra de guerrilla, inspirado por los húngaros de Luis Kossuth. Marchó a su valle natal a unirse a la revuelta que había estallado allí contra las autoridades prusianas en mayo de 1849, pero su radicalismo fue mal visto por el Comité de Seguridad Pública local, mucho más moderado, que le obligó a abandonar pronto la zona. Controlada Colonia de nuevo por las autoridades y clausurado el Neue Rheinische Zeitung, Marx y Engels se desplazaron a distintas localidades para respaldar levantamientos, supuestamente a favor de la nueva Constitución pero, en realidad, con propósitos más radicales. Convencido de que el único lugar donde aún podría surgir una sublevación triunfante era Baden y el Palatinado, Engels se dirigió allí con Marx, a pesar de que las autoridades de la región adoptaban una actividad fundamentalmente pasiva frente a los prusianos. Desesperado por la falta de espíritu revolucionario, Marx abandonó la zona y regresó a París. Cuando Engels se disponía a hacer lo mismo, un oficial prusiano sublevado, August Willich, al frente de una columna de ochocientos obreros y estudiantes, le ofreció el puesto de edecán, que decidió aceptar. Participó en diversos enfrentamientos con valentía, pero los revolucionarios acabaron siendo derrotadas por las fuerzas prusianas, varias veces más numerosas. Los restos de las fuerzas revolucionarias se retiraron a Suiza. Deseoso de reunirse de nuevo con Marx, que había pasado a Londres, cruzó el Piamonte para tomar un barco en Génova que le llevase a la capital británica. Engels residió en el Reino Unido los cuarenta años siguientes.

### Industrial en Mánchester, el sostén de Marx

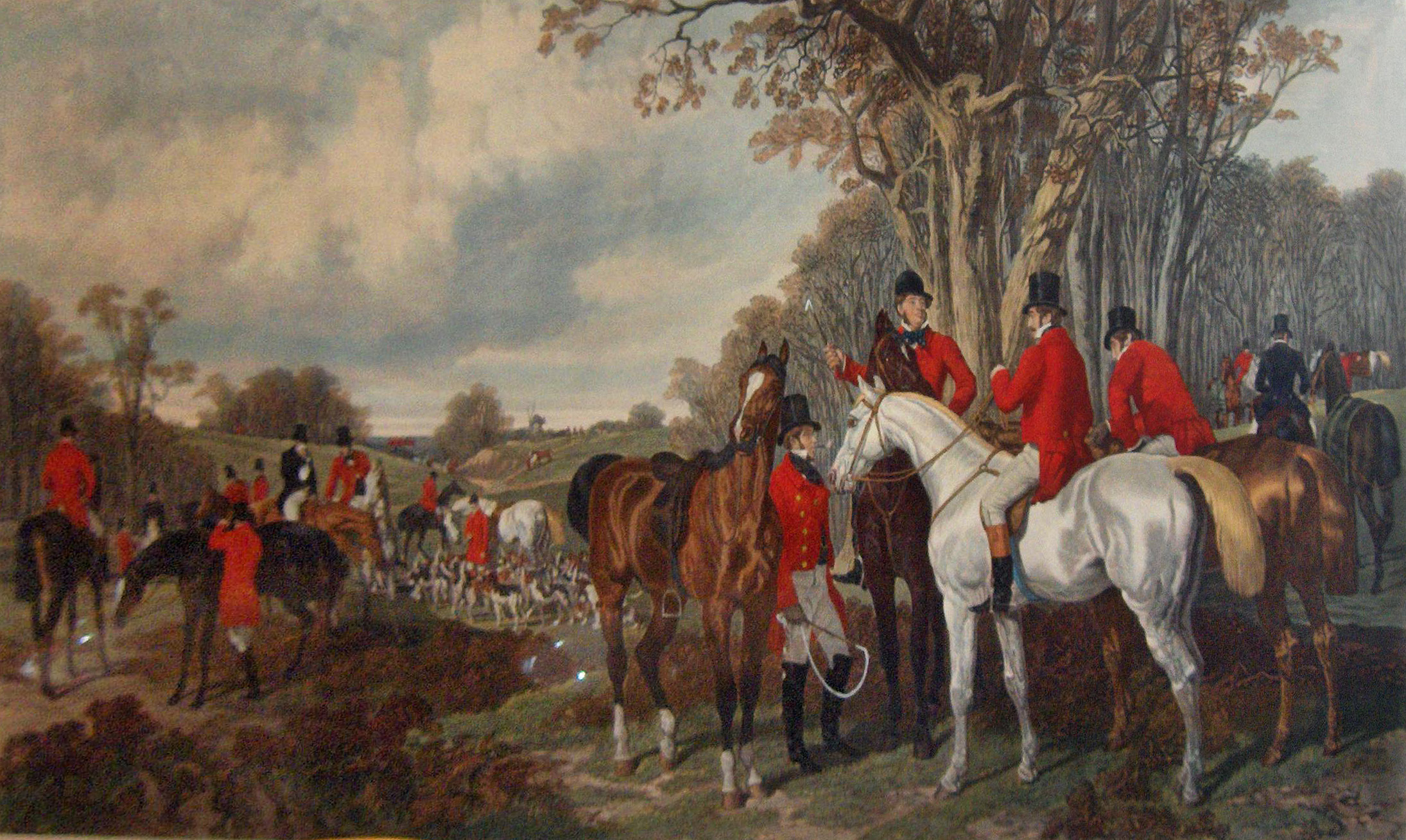
La doble vida de Engels en Mánchester como respetable industrial y teórico revolucionario incluyó su participación en las actividades de la clase alta de la región, como la caza.

Durante su estancia en Mánchester, Engels escribió una gran cantidad de obras sobre cuestiones militares, por las que se interesó profundamente. Lenin consideraba a Engels un gran experto en asuntos militares. En Londres, en 1850, contribuyó a la Nueva Gaceta Renana, editada por Marx y publicada en Hamburgo. También dio a la imprenta la primera edición de Las guerras campesinas en Alemania, estudio desde un punto de vista materialista extremo que matizó en su vejez. Aunque más tarde tachó de simplificación de la tesis que habían defendido él y Marx la presentación de la historia como basada exclusivamente en la situación económica del momento, su versión de las guerras campesinas del siglo XVI alemán se acercaban a esta posición. La obra no solo le sirvió para realizar una crítica por paralelismo con la fracasada revolución de 1848, sino que también le condujo al estudio de la guerra, en el que se imbuyó con rigor. Con el tiempo, se convirtió en un destacado comentarista militar de los conflictos de la época, como la guerra de Crimea o la guerra franco-prusiana; durante esta última predijo con notable acierto la evolución del conflicto. Su tino respecto a esta última le otorgó el sobrenombre de «el General», que perduró entre la comunidad socialista, tanto por sus conocimientos militares como por su porte como por su disciplina personal y dedicación a los objetivos socialistas.

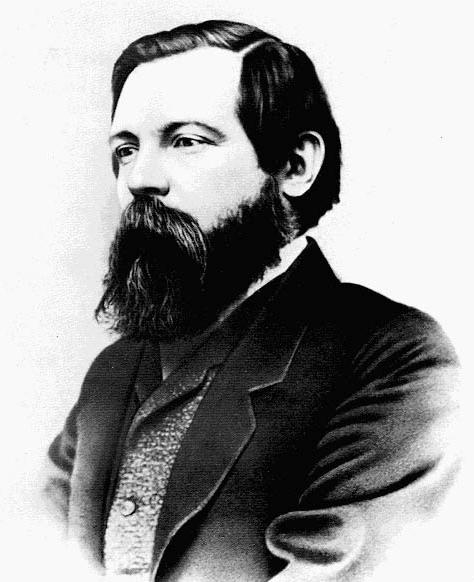
Engels en 1856. Durante este periodo ejerció como copropietario en la fábrica de su padre, cuyos ingresos enviaba a Marx para poder ayudarle económicamente y publicar sus obras.

Engels regresó a Mánchester, a la fábrica en la que había trabajado y de la que se convirtió años más tarde en copropietario. Viendo como única salida para financiar las investigaciones de Marx la reconciliación con su familia y el ingreso en el negocio paterno, aceptó durante veinte años —de 1850 a 1870— una actividad que le desagradaba profundamente, pero que le permitía sostener a Marx y su familia. El acuerdo con su padre, en principio temporal hasta que lograse otra fuente de ingresos, acabó durando dos décadas. Aunque Marx permaneció en Londres eso no les impidió mantener una estrecha colaboración, basada en una correspondencia casi diaria. No solo apoyaba financieramente a Marx y su familia y colaboraba con su obra sino que, en ocasiones, también le escribía los artículos periodísticos que le encargaban a este, tarea que prefería delegar en ocasiones. Marx solicitaba a menudo datos prácticos sobre economía que no podía encontrar en las obras que consultaba para redactar El capital y que podía conseguir de la experiencia práctica de Engels en la industria y el comercio. La contribución de Engels no se limitaba a estadísticas y ejemplos prácticos, sino que también contribuía con su propia opinión, que Marx recababa bien por carta o en persona en las diversas visitas que se intercambiaron. El sacrificio personal de Engels no se limitó al sostenimiento financiero de los Marx o a la contribución de las obras de este. Engels reconoció oficiosamente al hijo bastardo de su amigo, Frederick Demuth, concebido con su joven ama de llaves, Helene Demuth, en una ausencia de su esposa, tanto por motivos personales como políticos. La crisis más grave entre ambos tuvo lugar por la muerte de la compañera de Engels, Mary Burns, acontecimiento que Marx trató con frialdad. Poco después y ante la disculpa de este, la relación volvió a estrecharse, más aún cuando Engels tomó a la hermana de Mary, Lizzie Burns, como pareja y esta forjó una duradera amistad con las hijas de Marx, para las que Engels había sido casi un tío o un segundo padre.
A finales de la década de 1850, Marx y Engels abandonaron su anterior actitud favorable a la extensión del colonialismo como método favorecedor del desarrollo capitalista en comunidades atrasadas —un instrumento de modernización por la fuerza— y comenzaron a describirlo como una manera por la que la burguesía europea reforzaba su poder mediante la explotación de las materias primas y los mercados coloniales. En un análisis que tuvo gran difusión durante las luchas anticoloniales del siglo XX, asociaron la suerte del proletariado con la liberación nacional de los pueblos, tanto los europeos —aquellos sin Estado propio, que antes Engels había despreciado—, como los de otros continentes. Así, Engels defendió a polacos (enfrentados a los alemanes), irlandeses (opuestos a los británicos), congoleños (explotados por los belgas), jamaicanos (alzados contra los británicos) o chinos (que lucharon contra los británicos en las guerras del Opio) en los diversos conflictos de la época. "Cuando Marx fue nombrado corresponsal del New York Tribune, estaba aprendiendo inglés. Engels tradujo sus artículos e incluso los escribió si era necesario". Entre 1851 a 1852, Engels escribió a petición de Marx la serie de artículos Revolución y contrarrevolución en Alemania para el New York Tribune, los cuales no fueron editados al público hasta 1896 por Eleonora Marx, hija de Marx.
Durante su larga estancia en Mánchester, auguró equivocadamente la inminencia del estallido de la revolución en la región en distintas ocasiones, coincidiendo con diversos periodos de crisis, en especial, la de la guerra civil estadounidense, que privó a la región de gran parte de su suministro de algodón y llevó al desempleo y desamparo a cerca de doscientos mil obreros. A pesar de la dureza de la crisis, el proletariado inglés mostró su renuencia a desencadenar la revolución, para desilusión de Engels. A su vez, entre 1861 y 1862, Marx y Engels escribieron La Guerra Civil en los Estados Unidos, una serie de artículos para el New York Daily Tribune.
Los años de Mánchester supusieron una dura prueba para Engels, obligado a llevar una doble vida, la del gran industrial y burgués respetable y la del de socialista y aficionado a la vida nocturna de las clases bajas. Durante las dos décadas, mantuvo un constante cambio de residencias, la oficial y la oficiosa, en la que albergaba a las hermanas Burns, desconocidas para su familia y sus conocidos del ambiente «respetable».
La publicación de El capital en 1867 supuso un gran alivio para Engels, que vio por fin recompensados su sacrificios y comenzó a sopesar el abandonar la empresa familiar. La obra contenía una teoría materialista de la historia, una crítica de la civilización capitalista por su explotación y alienación de la humanidad, el augurio de su hundimiento por sus contradicciones internas y del advenimiento del comunismo y del fin de la evolución histórica y, principalmente, la teoría de la plusvalía, que Engels consideraba el descubrimiento fundamental de Marx junto con el del materialismo histórico. Para asegurar la difusión de la obra, Engels se entregó a redactar recensiones del libro para distintos diarios europeos y americanos, desde distintos puntos de vista y a contemplar incluso la denuncia del mismo con tal de conseguir atraer la atención del público.

### Londres y la Internacional

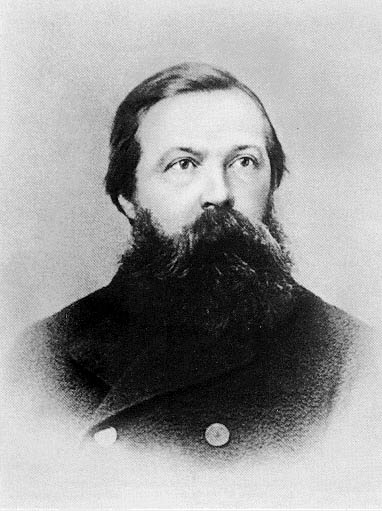
Friedrich Engels en 1868, meses antes de abandonar la actividad mercantil y trasladarse a Londres para retomar la colaboración directa con Marx y la actividad socialista.

Deseoso de librarse de su empleo en el comercio y a punto de caducar su contrato con la empresa familiar en junio de 1869, Engels comenzó a negociar su salida de la compañía —que también deseaban sus socios holandeses— a cambio de una suma de dinero que le permitiese mantenerse como rentista y, a la vez, seguir financiando las actividades de Marx y el sostenimiento de la familia de este. Ansioso por abandonar la empresa, aceptó una oferta menor de lo esperada pero pudo por fin librarse del odiado comercio en julio de ese año.
Decidió trasladarse a Londres en el verano 1870, haciendo aún más intensa la colaboración hasta la muerte de Marx en 1883 y decidido a retomar el activismo que había tenido que aparcar durante las dos décadas anteriores. Elegido inmediatamente secretario de la Primera Internacional para diversos países europeos, se encargó de coordinar a los afiliados gracias tanto a sus grandes dotes lingüísticas —era capaz de entender y responder a sus interlocutores en gran número de idiomas, desde el catalán al rumano o al ruso— como a su habilidad para la organización, además de tratar de asegurarse de encauzarla de acuerdo con los puntos de vista de Marx y de eliminar cualquier corriente considerada heterodoxa. Su residencia en Regent's Park Road —muy cercana a la de Marx— se convirtió pronto en centro de peregrinación de socialistas, comunistas y anarquistas —además de emigrados u oportunistas— de toda Europa. A estas tareas se añadió la de editor y revisor de las traducciones de las obras de Marx, que revisaba y corregía.

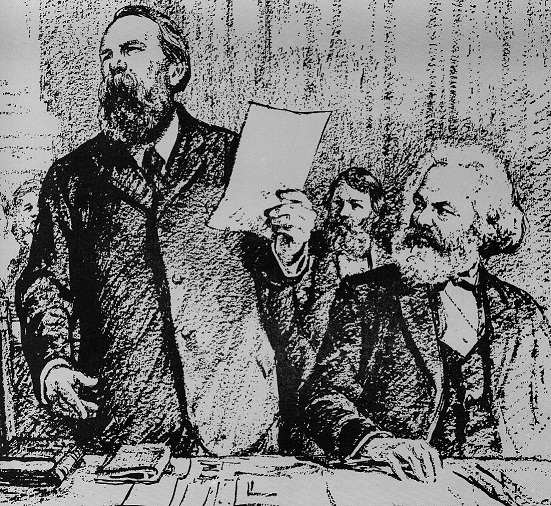
Engels y Marx en el Congreso de La Haya.

Fue uno de los más denodados opositores de Mijaíl Bakunin, que deseaba unir su Alianza Internacional de la Democracia Socialista —con importante respaldo en Suiza, España o Italia— a la Internacional, de mayor tamaño. Rechazó las teorías libertarias del ruso e insistió en mantener la Internacional como una organización que tomaba decisiones políticas y no se limitaba a coordinar los distintos grupos nacionales, como hubiese preferido Bakunin. Engels identificaba la postura de Bakunin con la falta de organización —causa, según él, del fracaso de la Comuna de París— necesaria para enfrentarse a sus enemigos de clase. Dirigió la expulsión de Bakunin y sus partidarios en el congreso de la Internacional en La Haya en 1872, pero no pudo evitar que la organización recibiese una notable influencia de los seguidores de Bakunin; para evitarla, Marx y él decidieron trasladar su sede a los Estados Unidos, maniobra que fracasó y resultó en la disolución del organismo cuatro años más tarde. Otro importante rival al que se enfrentó Engels fue el socialista alemán Ferdinand Lassalle, fundador de la Asociación General de Trabajadores de Alemania. Desde el punto de vista de Marx, Lassalle era un reformista, mezcla de idealismo estatalista hegeliano, cooperativismo proudhoniano y reformismo político cartista, más interesado en modificar el sistema capitalista que en eliminarlo. Engels, dado al ataque personal —sin descartar el uso de las deformidades físicas, las manías o los posibles escándalos sexuales de sus adversarios—, criticó con dureza a Lassalle, especialmente cuando se conocieron sus negociaciones secretas con Bismarck para forjar una alianza antiburguesa entre socialistas y aristócratas prusianos, que no cuajó por la repentina , muerte del filósofo en un duelo. Culturalmente inclinado al prejuicio cultural, religioso o racial —criticaba a Bakunin por ruso o a Lassalle por judío—, defendió políticamente siempre la oposición al antisemitismo, la liberación de los esclavos estadounidenses o de los colonizados.
El mayor éxito de la postura de Marx y Engels fue la formación del gran Partido Socialdemócrata Obrero de Alemania, fundado en 1869 por August Bebel y Wilhelm Liebknecht; y que adoptó un socialismo cercano al de los dos exiliados. Estos se opusieron, sin embargo, a la unión del partido con la organización de Lassalle, que tuvo lugar en 1875 en el Congreso de Gotha. La unión, a pesar de la oposición de Marx y Engels, que temían la influencia de los partidarios de Lassalle, preocupó a Bismarck que, tres años más tarde, promulgó las leyes antisocialistas que ilegalizaron al partido.

### Después de la muerte de Marx

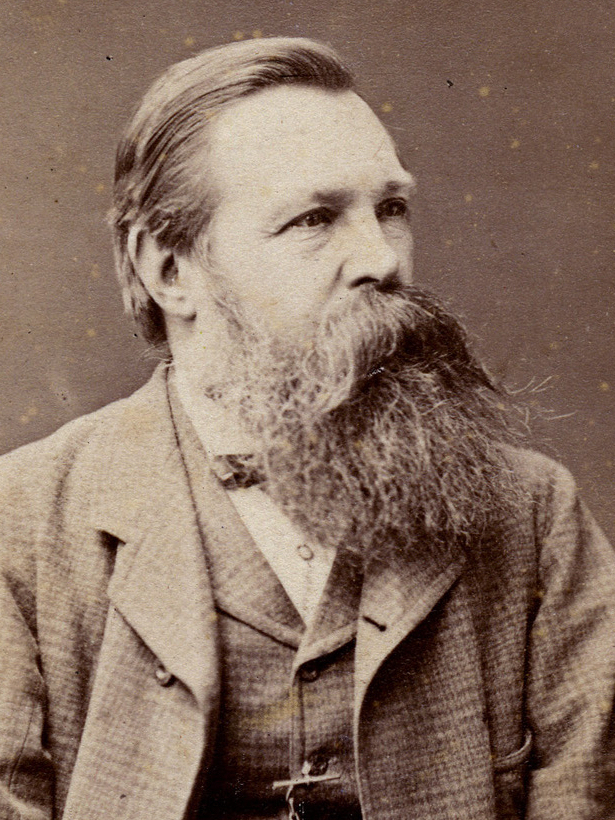
Friedrich Engels en 1879.

Después de la muerte de Marx, en 1883, escribía: "perdí al mejor, al más verdadero amigo que tuve —y tuve durante cuarenta años— el amigo al que estoy más endeudado de lo que puede expresarse con palabras". Engels editó y publicó el segundo (1885) y tercer tomo (1894) de El capital y organizó las notas de Marx para componer Teorías sobre la plusvalía, que luego publicó como «cuarto volumen». Además de sus estudios económicos y filosóficos, Engels se ocupó intensamente del desarrollo de las ciencias naturales, matemáticas y continuó trabajando en el desarrollo teórico marxiano, sentando así las bases para el materialismo dialéctico posterior. El líder revolucionario Lenin escribiría que "Engels, solo, continuaba siendo el consejero y guía de los socialistas europeos”.
Engels publicó o preparó en esos años algunas de sus obras más notables, como Contribución al problema de la vivienda, El papel del trabajo en la transformación del mono en hombre, La revolución de la ciencia de E. Dühring (obra polémica contra las teorías del anarquista alemán Karl Eugen Dühring, más conocida como Anti-Dühring), Del socialismo utópico al socialismo científico, El origen de la familia, la propiedad privada y el estado y Ludwig Feuerbach y el fin de la filosofía clásica alemana. En esos años Engels aparecía como un miembro más de la familia en casa de Marx, cuyas hijas le llamaban «El General» o «secretario general» (término que usaría Lenin posteriormente).
Después de la renuncia de Otto von Bismarck en 1890 cayeron las ley antisocialistas y el SPD pudo operar legalmente de nuevo en el Reich alemán. Engels vio el comienzo de una nueva época política. Se opuso al radicalismo izquierdista, pero tampoco concilió con la evolución reformista del movimiento revolucionario, reeditando la Crítica al programa de Gotha o Las guerras civiles en Francia y finalmente publicando la Crítica al programa socialdemócrata (alemán) de 1891. Dio lugar así a la revisión que condujo al Programa de Erfurt, con el que sí se identificaba. Su colaborador Eduard Bernstein y otros dirigentes condujeron a la socialdemocracia alemana hacia el reformismo parlamentarista, extrayendo del legado de Engels una legitimidad que es negada por otra parte del movimiento, la que condujo a la formación de los partidos comunistas y la III Internacional.

### Muerte

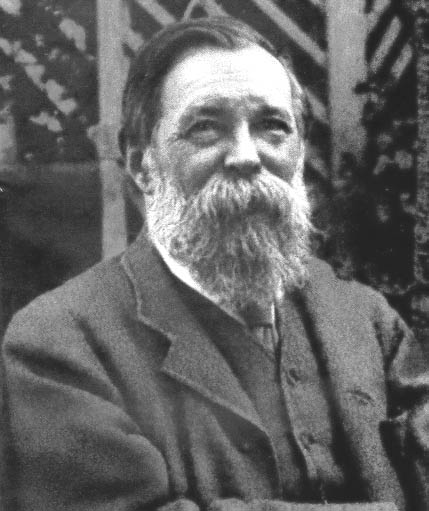
Friedrich Engels en el Congreso Internacional Socialista de Trabajadores de 1893 (dos años antes de su muerte) en Zúrich.

Con al pasar del tiempo, la salud de Engels comenzaba a deteriorarse. En 1894 sufrió de un embolia y en 1895 empezó a padecer un cáncer de esófago y laringe que lo dejaría mudo y en cama hasta su muerte. Aun en los últimos meses de su vida escribió un Apéndice y notas complementarias al tercer tomo de El Capital en el que respondía las críticas de dicha obra. La última carta que se conoce la dirigió a Laura Marx:

«No tengo la fuerza para escribir largas cartas, así que adiós. Por tu salud, un vaso lleno de ponche de huevo con una dosis de coñac».

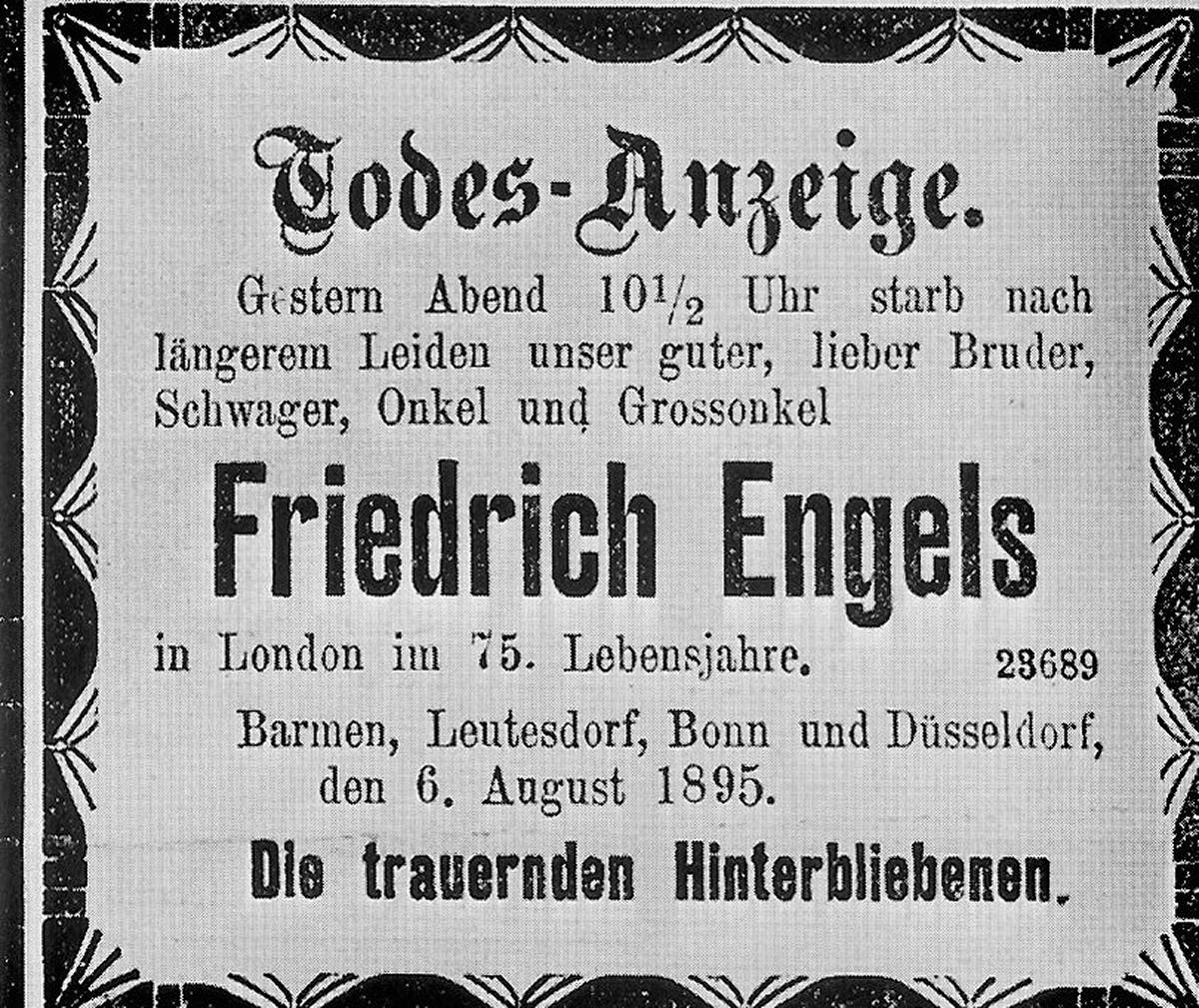
Esquela de Friedrich Engels (1895).

A las once y media de la noche del 5 de agosto de 1895 su corazón dejó de latir debido a su cáncer. Eduard Bernstein estaba presente en su lecho de muerte.
Su funeral fue el 10 de agosto en la sala de espera de la estación ferroviaria de Waterloo, Westminster Bridge. Entre los presentes se encontraban alrededor de 80 personas, además de algunos miembros de la familia de Engels, las siguientes personas: Edward Anseele, Eleanor Marx-Aveling, Edward Aveling, August Bebel, Eduard Bernstein, el neerlandés van der Goes, Karl Kautsky, Sergei Mijailovitch Kravchinski (Stepniak), Paul Lafargue, Friedrich Leßner, Wilhelm Liebnecht, Stanisław Mendelson, Samuel Moore, el dirigente obrero inglés Harry Quekch, Vera Ivanovna Sassulitch, Paul Singer, el dirigente sindical inglés William James Thorne y tres delegaciones, una del Centro cultural obrero de comunistas londinense, otra de la Socialist League y una tercera de los obreros berlineses. Ante el féretro hablaron, además de un sobrino de Engels, Samuel Moore, Wilhelm Liebknecht en nombre del movimiento obrero alemán, August Bebel en nombre del francés, Eduard Anseele como representante del partido obrero belga, van der Goes por los socialistas holandeses y Edward Aveling por los ingleses. Además fueron leídos telegramas de Rusia, Hungría, Dinamarca, Italia y otros países.
El féretro cubierto de coronas y geranios fue conducido en un tren especial hacia el crematorio de Woking. Engels había deseado que sus cenizas fuesen arrojadas al mar. El 27 de agosto de 1895, cumplieron su última voluntad en las cercanías de Eastbourne, aproximadamente a cinco millas marinas de la costa, Eleanor Marx, Edward Aveling, Eduard Bernstein y Friedrich Lessner. De su muerte el periódico El socialista escribió:

"Hombres como Federico Engels merecen el dictado de bienhechores de la Humanidad y tienen derecho a ocupar un puesto en el corazón de todos los oprimidos."

Kautsky escribió una biografía del difunto Engels para la Die Neue Zeit en donde concluye:

"Nuestro viejo maestro no ha muerto cual un inválido en reposo [...] No. Apenas terminaba una obra de aliento, pasaba incansable à nuevas creaciones. Este trabajo sin tregua al servicio de la causa á que dedicó su vida, trabajo que sólo terminó con ésta, ha sido uno de los más salientes rasgos de nuestro Federico Engels. El no dejó caer la pluma, tuvo que arrebatársela la muerte."

Similarmente el líder revolucionario ruso Vladimir Lenin llegó a declarar en otra biografía suya que:

"Con su muerte los revolucionarios rusos han perdido al mejor de sus amigos. ¡Honremos siempre la memoria de Federico Engels, gran luchador y maestro del proletariado!"

Engels dejó un considerable patrimonio valorado para la legalización testamentaria en 25.265 libras esterlinas, equivalente a unas 3.104.733 libras en 2021. Las hija de Marx, Laura y Eleanor, recibieron 5.000 libras cada una, además cubrir sus deudas y recibir de los ingresos de las ventas de El capital. Otras 5.100 para Louise Freyberger (esposa de Ludwig Freyberger). Dirigentes socialistas como Paul Lafargue, Eduard Bernstein y August Bebel también heredaron parte de su fortuna. Respecto a los manuscritos de Marx fueron heredados a sus hijas.

## Personalidad

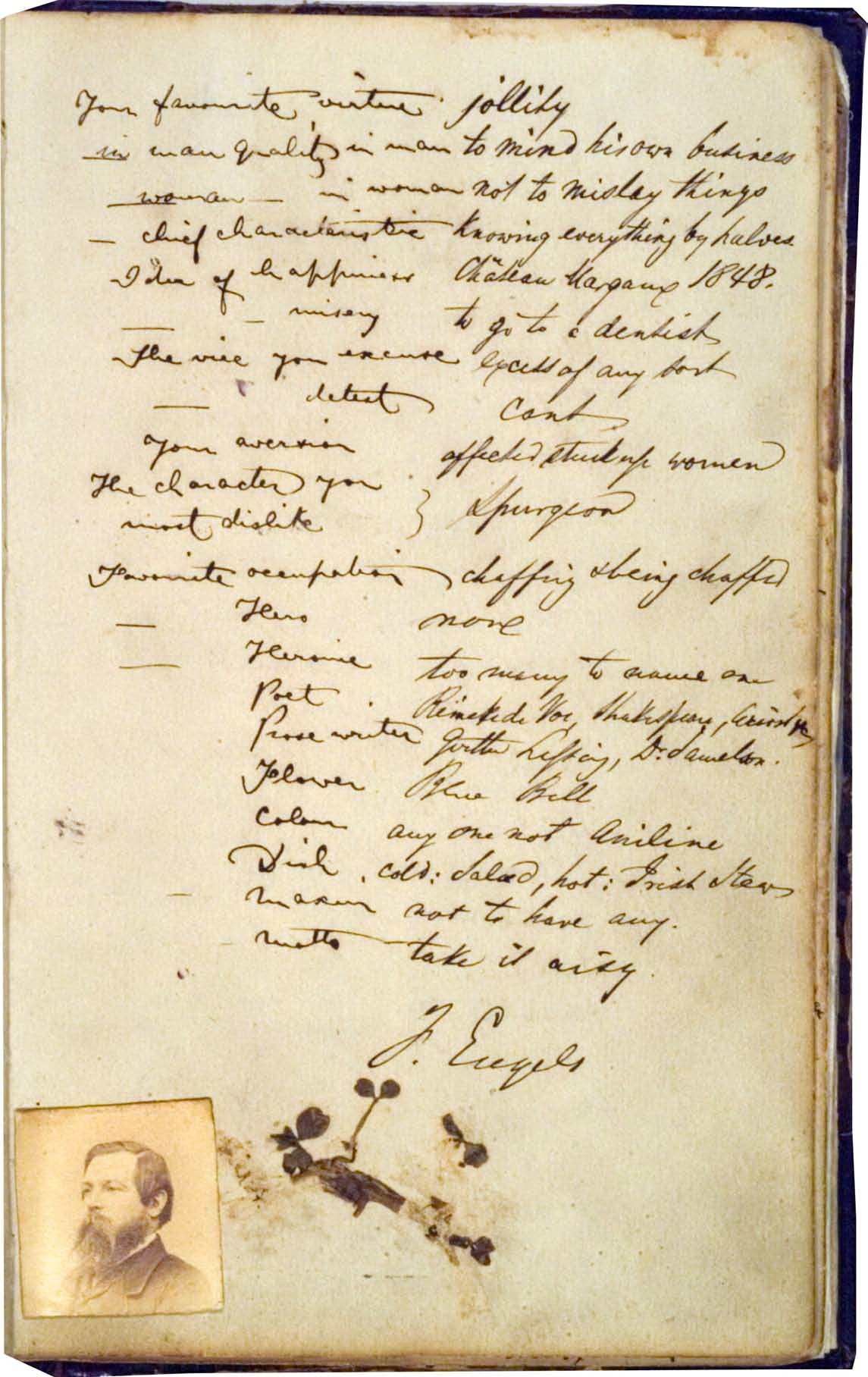
Entrada de Engels en el Álbum de confesiones de Jenny Longuet, hija de Marx.

Los intereses de Engels incluían la poesía, la caza de zorros y organizar regularmente fiestas dominicales para la intelectualidad de izquierda de Londres donde, como dijo un habitual, "nadie se iba antes de las dos o tres de la mañana". Paul Lafargue, esposo de Laura Marx, dijo que "era un jinete muy audaz, saltando muros, zanjas, etc". Lafargue lo describió como un "viajero apresurado", "camarada agradable" y "anfitrión modelo".
En el Álbum de confesiones de Jenny Longuet, hija de Marx, Engels escribió que lema personal era "tómalo con calma", mientras que la "alegría" figuraba como su virtud favorita. Sus poetas favoritos eran Ariosto y Shakespeare; y sus escritores preferidos fueron Goethe y Lessing. No tuvo a ningún hombre como héroe pero "demasiadas" heroínas como "para nombrar una".
De la personalidad y apariencia Robert Heilbroner lo describió en como "alto y bastante elegante, tenía la figura de un hombre al que le gustaba la esgrima y cazar y que una vez había nadado el río Weser cuatro veces sin descanso" además de estar "dotado de ingenio y mente ágil" y de temperamento alegre, siendo capaz de "tartamudear en veinte idiomas". Disfrutaba mucho del vino y otros "placeres burgueses". De forma jocosa Engels escribió que su idea de felicidad era un Château Margaux. Vestía, según Lafargue, de forma "muy pulcra y su ropa siempre estaba bien cepillada". Según Edward Aveling, pareja de Eleanor Marx, "era un hombre de hábitos". Engels "medía apenas seis pies de altura y, hasta su última enfermedad, era un hombre erguido y militar", lo que le ganó el apodo de "General" de sus amigos íntimos. Engels era "un anfitrión admirable", "uno de los hombres más serviciales del mundo" de buena hospitalidad y crianza con un "indomable coraje y esperanza". Una de sus notables cualidades era "la rara y salvadora gracia del humor". También decía que fue un "un buen odiador", con ciertos "arrebatos de ira", al igual que "un buen amante".

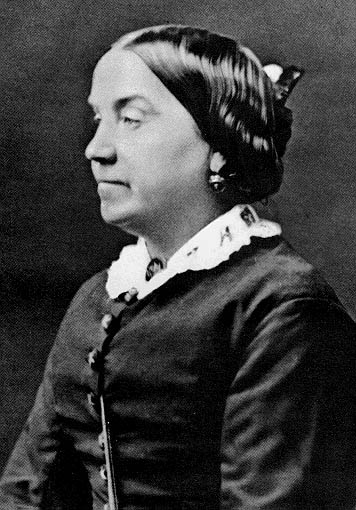
Lizzie Burns, hermana menor de Mary Burns, en 1865. Lizzie vivió con Engels después de la muerte de su hermana y se casó con él.

Engels fue muy cercano a la familia de Marx, quien les fue sustento económico cuando Marx estaba enfermo y en graves problemas financieros. El 12 de abril de 1855, Marx escribió afectuosamente a Engels: "En medio de todos los terribles tormentos que he tenido que soportar recientemente, el pensamiento de usted y su amistad siempre me han sostenido, como lo ha hecho la esperanza de que todavía hay algo sensato que podamos hacer juntos en el mundo".
Favoreció la formación de relaciones románticas con mujeres del proletariado y encontró una pareja duradera en una mujer de clase trabajadora llamada Mary Burns, aunque nunca se casaron. Después de su muerte, Engels tuvo una relación sentimental con su hermana menor Lizzie Burns.
El historiador y exdiputado laborista Tristram Hunt, autor de The Frock-Coated Communist: The Revolutionary Life of Friedrich Engels, sostiene que Engels "era casi con certeza, en otras palabras, el tipo de hombre al que Stalin habría matado". Hunt resume la desconexión entre la personalidad de Engels y la Unión Soviética, que más tarde utilizó sus obras, afirmando:

Este gran amante de la buena vida, apasionado defensor de la individualidad y entusiasta creyente de la literatura, la cultura, el arte y la música como foro abierto nunca podría haber accedido al comunismo soviético del siglo XX, a pesar de todas las afirmaciones estalinistas sobre su paternidad.

En cuanto a la persuasión religiosa atribuible a Engels, Hunt escribe:

En ese sentido, la racionalidad latente del cristianismo llega a impregnar la experiencia cotidiana del mundo moderno: sus valores ahora se encarnan de diversas formas en la familia, la sociedad civil y el Estado. Lo que Engels abrazó particularmente en todo esto fue una idea de panteísmo moderno, o, más bien, pandeísmo, una fusión de la divinidad con la humanidad en progreso, una feliz síntesis dialéctica que lo liberó de las oposiciones fijas del ethos pietista del anhelo devoto y el extrañamiento. "A través de Strauss he entrado ahora en el camino recto hacia el hegelianismo... La idea hegeliana de Dios ya se ha convertido en mía, y así me uno a las filas de los "panteístas modernos", escribió Engels en una de sus últimas cartas a los Graebers, que pronto serán descartados [Wilhelm y Friedrich, aprendices de sacerdotes y antiguos compañeros de clase de Engels].

Engels era políglota y podía escribir y hablar en numerosos idiomas, entre ellos: ruso, italiano, portugués, irlandés, español, catalán, polaco, francés, inglés, alemán, polaco, rumano, danés, dialecto milanés, latín y griego antiguo.

## Pensamiento
Friedrich Engels fue un colaborador directo de Karl Marx. Era "costumbre nuestra ayudarnos recíprocamente en cuestiones científicas especiales". Marx dijo de Engels que había llegado "al mismo resultado que yo" por distinto camino y se consideraba discípulo de él. Sus Apuntes para una crítica de la economía política y La situación de la clase obrera en Inglaterra influyeron enormemente en Marx. Según Paul Lafargue, "Marx nunca se cansó de expresar asombro por la universalidad del conocimiento de Engels, así como por la maravillosa agudeza de su mente". Engels destacó dos contribuciones de Marx: el materialismo histórico y "haber demostrado cómo se opera, dentro de la sociedad actual, con el modo de producción capitalista, la explotación del obrero por el capitalista".

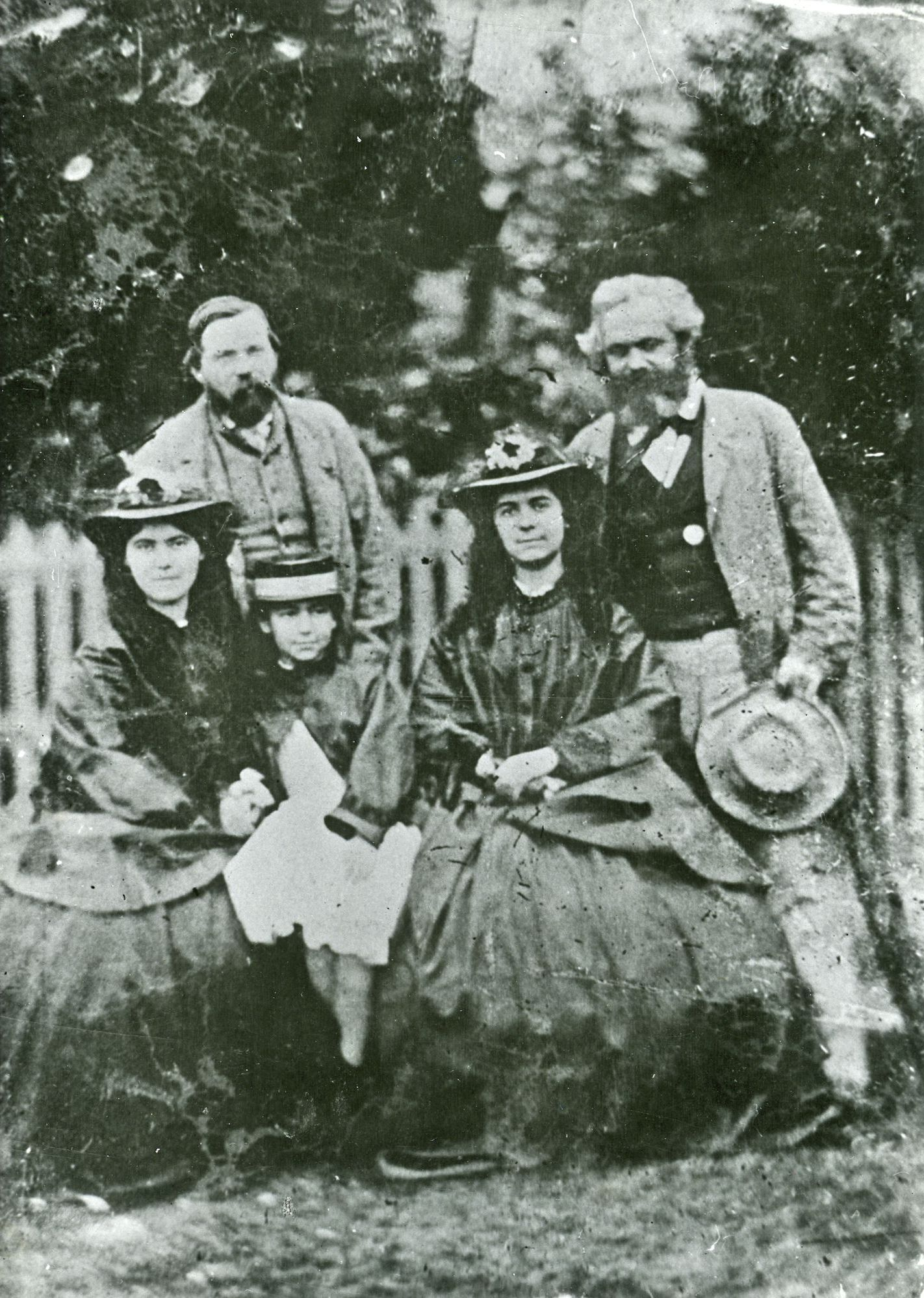
Friedrich Engels y Karl Marx con sus hijas Laura, Eleanor y Jenny Caroline en junio de 1864.

Tras la muerte de Marx, "Engels adoptó el rol del bulldog de Marx" como Thomas Huxley lo fue para Charles Darwin. Publicó sus manuscritos, ediciones nuevas de sus obras y defendió sus teorías de sus críticos. Engels siempre mantuvo una posición humilde de sus aportes al marxismo. Decía "yo soy el albacea literario de Marx" y "al lado de Marx, siempre toqué el segundo violín".

[D]urante los cuarenta años de mi colaboración con Marx tuve una cierta parte independiente en la fundamentación, y sobre todo en la elaboración de la teoría, es cosa que ni yo mismo puedo negar. Pero la parte más considerable de las principales ideas directrices, particularmente en el terreno económico e histórico, y en especial su formulación nítida y definitiva, corresponden a Marx. Lo que yo aporté —si se exceptúa, todo lo más, dos o tres ramas especiales— pudo haberlo aportado también Marx aun sin mí. En cambio, yo no hubiera conseguido jamás lo que Marx alcanzó. Marx tenía más talla, veía más lejos, atalayaba más y con mayor rapidez que todos nosotros juntos. Marx era un genio; nosotros, los demás, a lo sumo, hombres de talento. Sin él la teoría no sería hoy, ni con mucho, lo que es. Por eso ostenta legítimamente su nombre.

Sin embargo, el papel que tuvo Engels fue bastante influyente al defender y sentar las bases e influencia de la teoría marxista. Engels era "más rápido escritor que Marx" y más legible, capaz de "identificar los principales puntos". Entendió toda la concepción de Marx no como una doctrina, sino como un método de investigación. "Por consiguiente, aquí habrá que realizar todavía cierto trabajo que Marx, en su primer esbozo, no ha llevado hasta el fin."
Engels no solo aplicó el materialismo histórico en sus escritos, sino que desarrolló y aplicó también el materialismo dialéctico, que llegaría a ser la filosofía oficial del movimiento comunista después de la Revolución rusa de 1917. Dedicó la mayor parte de su trabajo teórico y práctico al pensamiento de Marx pero también abrió áreas en la teoría marxista a las que Marx prestó poca atención. En particular en las disciplinas clásicas de la filosofía, como la epistemología, la ontología, la antropología y la teoría de la historia; considerándosele hasta un pensador independiente. Además de sus estudios económicos y filosóficos, Engels también se ocupó intensamente del desarrollo de las ciencias naturales, matemáticas y continuó trabajando en el desarrollo teórico de su cosmovisión en el Anti-Dühring (1878), La dialéctica de la naturaleza (1883), El origen de la familia, la propiedad privada y el Estado (1884) y Ludwig Feuerbach y el fin de la filosofía clásica alemana (1888), sentando así las bases para el materialismo dialéctico posterior. En su correspondencia, Engels "pone de manifiesto la interacción de la base y de la superestructura, muestra las particularidades específicas del desarrollo de la ideología (filosofía, religión, arte)".
 

La relación teórica entre las enseñanzas Karl Marx y Friedrich Engels han sido objeto de múltiples debates y posiciones. Como Juan Manuel Aragüés Estragués explica: «los análisis de Marx poseen una mayor sutileza» y «algunas interpretaciones engelsianas de los planteamientos de Marx tienden a la simplificación». El mismo Engels era consciente de este peligro en la divulgación del marxismo. En su correspondencia escribía que las teorías de Marx no son «un allein seligmachendes Dogma [un dogma de salvación universal]» que se deba «aprender de memoria y a repetir mecánicamente». Alertaba en contra de los vulgarizadores que hacían de ellas «una simple frase para clasificar sin necesidad de más estudio todo lo habido y por haber (…) una palanca para levantar construcciones a la manera del hegelianismo». Con todo ello, Aragüés concluye que «fue una relación de una notable profundidad, política y filosóficamente muy productiva».

### Influencias
Aparte de Marx, las propias creencias de Engels fueron influenciadas por los primeros socialistas como Saint-Simon, Robert Owen y Charles Fourier. Deriva cuatro puntos principales de Fourier que caracterizan las condiciones sociales de un Estado comunista:
1. El primer punto sostiene que cada individuo podría desarrollar plenamente sus talentos al eliminar la especialización de la producción. Sin especialización, a cada individuo se le permitiría ejercer cualquier vocación de su elección durante el tiempo que desee. Si los talentos lo permitieran, uno podría ser panadero durante un año e ingeniero al siguiente.
2. El segundo punto se basa en el primero: con la capacidad de los trabajadores de desplazarse por los diferentes trabajos de su elección, la base fundamental de la división social del trabajo se destruye, y la división social del trabajo desaparecerá como resultado. Si alguien puede emplearse en cualquier trabajo que desee, entonces claramente ya no hay divisiones ni barreras de entrada para el trabajo. De lo contrario, tal fluidez entre trabajos completamente diferentes no existiría.
3. El tercer punto continúa desde el segundo: una vez que la división social del trabajo haya desaparecido, la división de clases sociales basada en la propiedad se desvanecerá. Si la división laboral pone a un hombre a cargo de una granja, ese agricultor posee los recursos productivos de esa granja. Lo mismo se aplica a la propiedad de una fábrica o un banco. Sin la división del trabajo, ninguna clase social puede reclamar derechos exclusivos sobre un medio de producción en particular, ya que la ausencia de la división del trabajo permite que todos lo usen.
4. Finalmente, el cuarto punto concluye que la eliminación de las clases sociales destruye el único propósito del estado y dejará de existir. Como Engels declaró en su propia escritura, El único propósito del estado es disminuir los efectos de los antagonismos de clase. Con la eliminación de las clases sociales basadas en la propiedad, el estado se vuelve obsoleto y se logra una sociedad comunista, al menos a los ojos de Engels.

En todas las discusiones fundamentales, Hegel fue la principal figura formativa en la que Engels basó sus consideraciones. Un elemento esencial del trabajo tardío de Engels fue el examen de la antropología y la prehistoria, cuya importancia solo se hizo evidente para él cuando leyó las obras de Charles Darwin, August Franz von Haxthausen, Georg Ludwig von Maurer y Lewis Henry Morgan.

### Filosofía y dialéctica

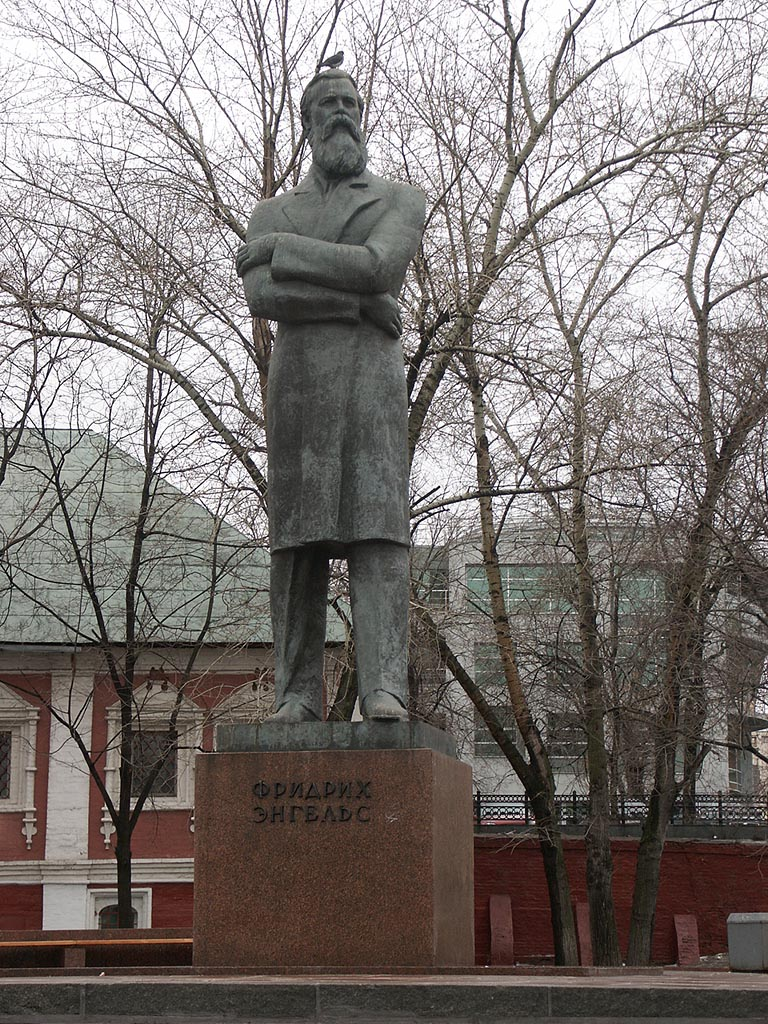
Monumento de Engels en Moscú.

La exposición del materialismo dialéctico se encuentra fundamentalmente en las obras de Engels y se suele considerar también como expresión del pensamiento propio de Marx. Mientras para Marx la dialéctica es un método para interpretar la sociedad e historia; en Engels "la naturaleza es la piedra de toque de la dialéctica". El materialismo dialéctico entiende que "la real unidad del mundo estriba en su materialidad", y esta queda probada por la filosofía y de la ciencia de la naturaleza.
Engels desarrolló sus concepciones filosóficas en la década de 1870, cuando comenzó a tratar intensamente con las ciencias naturales, especialmente con respecto al problema de la dialéctica "trasplantándola a la concepción materialista de la naturaleza y de la historia". En ese momento, Engels se enfrentó a la tarea de defender la dialéctica contra los ataques de Karl Eugen Dühring y al mismo tiempo de presentar los principios de una nueva filosofía que difería tanto del idealismo anterior como del viejo materialismo, que no era histórico ni dialéctico (sino mecanicista y metafísico, en el sentido de antidialéctico). Elementos importantes de sus últimas concepciones filosóficas se encuentran en Dialéctica de la naturaleza, aunque muchos de sus análisis o ejemplos habían perdido ya valor cuando se publicaron en 1925, en un marco de crecimiento explosivo de la ciencia natural y de debate epistemológico. 

#### Naturaleza y materia
El materialismo dialéctico toma de posición filosófica de Marx frente al idealismo hegeliano. Representa el marco de referencia conceptual del que se desarrolla el materialismo histórico, que sería la expresión propiamente científica de su pensamiento. 
Mientras que Hegel veía la naturaleza como una mera "alienación" de la "idea" que era incapaz de desarrollarse a tiempo, en Engels "lo único real es la naturaleza". La naturaleza no es una mera etapa lógica de la mente. Más bien, la historia humana "sólo se diferencia de la historia de la naturaleza en cuanto proceso de desarrollo de organismos conscientes de sí mismos". Inspirado en la teoría darwiniana de la descendencia, Engels ve la Naturaleza como un fenómeno histórico. John Bellamy Foster argumentó que "fue la concepción de la historia natural que surgió del análisis de Darwin la que permitió entender la naturaleza dialécticamente, es decir, en términos de su emergencia".
Para Engels la materia está esencialmente en movimiento. El movimiento es contradictorio, lo que se deriva del hecho de que un cuerpo en movimiento "en uno y el mismo momento del tiempo, se encuentra en un lugar y en otro, está y no está en un mismo lugar". A su vez, la materia es "infinita en el tiempo (eternidad), en el espacio y en la profundidad (inexhaustibilidad de las propiedades de las partículas elementales)". Como prueba Engels considera la ley de la conservación de la energía y concluía que el movimiento y la materia son indestructibles e increables. Engels cuestionó la extrapolación cosmológica de la segunda ley de la termodinámica a la hipótesis de la muerte térmica del universo que William Thomson había apoyado para justificar la intervención de Dios en el universo. John Bellamy Foster propuso que Engels apuntó a un enfoque dialéctico similar al de los “antiguos filósofos griegos [para quienes] el mundo era esencialmente algo que había surgido del caos, algo que se había desarrollado, que había surgido" (véase: Entropía y Termoeconomía).

#### Leyes de la dialéctica
Sobre la base de la suposición de Engels de que todo lo real es material y todo lo material está esencialmente en movimiento, entonces se puede decir que todo lo real contiene contradicciones o que en realidad los opuestos necesariamente se interpenetran. 

"[E]n la naturaleza vigen las mismas leyes dialécticas del movimiento, en el confuso seno de las innumerables modificaciones, que dominan también en la historia la aparente casualidad de los acontecimientos; las mismas leyes que, constituyendo también en la evolución del pensamiento humano el continuo hilo conductor, llegan progresivamente a la consciencia del hombre".
F. Engels (1878), "Anti-Dühring" Prólogo a la segunda edición

Engels desarrolla tres leyes dialécticas "por abstracción" tanto para la naturaleza como para la historia de la sociedad humana: 
1. Ley de la transformación de la cantidad a la calidad ; que establece que en la naturaleza "los cambios cualitativos sólo pueden tener lugar mediante la adición cuantitativa o la eliminación cuantitativa de materia o movimiento".[177] Por ejemplo, la evaporación del agua es un cambio cualitativo debido al aumento de la cantidad de temperatura.[178] Esto también se aplica a la historia y a la política, donde de pequeños cambios sociales surgen movimientos revolucionarios para cambiar el sistema económico (ver Materialismo histórico).[179]
2. Ley de la negación de la negación ; rige" el desarrollo de la naturaleza, de la historia y del pensamiento” donde cada fenómeno implica su negación.[180][181] Un ejemplo de Hegel: "El capullo desaparece al abrirse la flor, y podría decirse que aquél es refutado por ésta; del mismo modo que el fruto hace aparecer la flor como un falso ser allí de la planta, mostrándose como la verdad de ésta en vez de aquélla. Estas formas no sólo se distinguen entre sí, sino que se eliminan las unas a las otras como incompatibles".[182]
3. Ley de la unidad y lucha de los contrarios ; establece que los fenómenos naturales son el resultado de la lucha de elementos contrarios, que se hallan unidos en el mismo ser o fenómeno, siendo la causa de todo movimiento en la Naturaleza, en la sociedad y en el pensamiento.Volviendo al ejemplo de la flor de Hegel: "en su fluir, constituyen al mismo tiempo otros tantos momentos de una unidad orgánica, en lo que, lejos de contradecirse, son todos igualmente necesarios, y esta igual necesidad es cabalmente la que constituye la vida del todo".[182]

Lenin señaló que la unidad de los contrarios es condicional, temporal, relativa, y la lucha entre ellos es absoluta, como absoluto es el desarrollo, el movimiento.

#### Conocimiento y lógica dialéctica
Las leyes dialécticas no son entendidas por Engels sólo como un principio histórico, sino sobre todo como un principio ontológico y epistemológico. Es el modo de movimiento y desarrollo de todos los seres y al mismo tiempo el método de pensar. 

"Estas tres han sido desarrolladas por Hegel, en su manera idealista, como simples leyes del pensamiento: la primera, en la primera parte de la Lógica, en la teoría del Ser; la segunda ocupa toda la segunda parte, con mucho la más importante de todas, de su Lógica, la teoría de la Esencia; la tercera, finalmente, figura como la ley fundamental que preside la estructura de todo el sistema. El error reside en que estas leyes son impuestas, como leyes del pensamiento, a la naturaleza y a la historia, en vez de derivarlas de ellas".
F. Engels (1873-1883 ), "Dialéctica de la naturaleza". Dialéctica.

En La sagrada familia, Marx y Engels mostraron su epistemología materialista contra la filosofía idealista especulativa de los jóvenes hegelianos. En la Naturaleza hay una relación dialéctica con el hombre, de modo que el hombre transforma la Naturaleza y la Naturaleza a él. "Conocer es trabajar". Dado que el trabajo históricamente ha cambiado, las ideas son a su vez históricas; y como en el capitalismo "nadie es «realmente» libre, no hay conocimiento real de las cosas". Tanto la clase burguesa como la clase trabajadora están alienadas de la realidad, pero "la primera se complace en su situación [...] la segunda, por el contrario, se siente aniquilada en esta pérdida de su esencia, y ve en ella su impotencia y la realidad de una vida inhumana".
Engels contrasta la dialéctica (cuyos representantes cuenta a Aristóteles y sobre todo a Hegel) con el "método metafísico de pensar". Este último trabaja con "categorías fijas" donde las cosas y sus conceptos en el pensamiento son objetos de investigación aislados y rígidos; mientras que en el primero las categorías son "fluidas". En la visión de Engels, los "opuestos fijos de razón y consecuencia, causa y efecto, identidad y diversidad, apariencia y esencia, son insostenibles, de que el análisis revela ya un polo como contenido in nuce [en germen] en el otro, de que, al llegar a cierto punto, un polo se convierte en el otro y de que toda la lógica se desarrolla siempre a base de estas contradicciones progresivas".
En Anti-Dühring, Engels defiende el realismo del conocimiento en su teoría de la imagen (abbildtheorie), donde el pensamiento es una simple imagen del mundo y la conciencia y el pensamiento son los "productos del cerebro humano" y "el hombre mismo es un producto de la naturaleza". Los esquemas o categorías lógicas se refieren "a formas de pensamiento", que a su vez son "formas de ser, el mundo exterior". El concepto de una cosas y su realidad "marchan lado a lado como dos asíntotas, aproximándose constantemente" pero "sin encontrarse nunca", lo que impide que el objeto corresponda al concepto prima facie.

Desde el momento en que aceptamos la teoría evolucionista, todos nuestros conceptos sobre la vida orgánica corresponden sólo aproximadamente a la realidad. De lo contrario no habría cambio: el día que los conceptos coincidan por completo con la realidad en el mundo orgánico, termina el desarrollo. El concepto de pez incluye vida en el agua y respiración por agallas; ¿cómo haría usted para pasar del pez al anfibio sin quebrar este concepto? Y este ha sido quebrado y conocemos toda una serie de peces cuyas vejigas natatorias se han transformado en pulmones, pudiendo respirar en el aire.
Engels a Conrad Schmidt, Londres, 12 de marzo de 1895

Los individuos obtienen conocimiento de las cosas solo a través del estudio e interacción práctica con ellas. “El resultado de nuestra acción prueba la conformidad (Uebereinstimmung) de nuestras percepciones con la naturaleza objetiva de las cosas percibidas”. En contra del agnosticismo neokantiano, Engels sostiene:

Nuestro agnóstico reconoce también que todos nuestros conocimientos descansan en las comunicaciones que recibimos por medio de nuestros sentidos. Pero, ¿cómo sabemos —añade— si nuestros sentidos nos transmiten realmente una imagen exacta de los objetos que percibimos a través de ellos? [...] Es, ciertamente, un modo de concebir que parece difícil rebatir por vía de simple argumentación. Pero los hombres, antes de argumentar, habían actuado. [...] Desde el momento en que aplicamos estas cosas, con arreglo a las cualidades que percibimos en ellas, a nuestro propio uso, sometemos las percepciones de nuestros sentidos a una prueba infalible en cuanto a su exactitud o falsedad. Si estas percepciones fuesen falsas, lo sería también nuestro juicio acerca de la posibilidad de emplear la cosa de que se trata, y nuestro intento de emplearla tendría que fracasar ferzosamente.
F. Engels (1880), "Del socialismo utópico al socialismo científico" Prólogo a la edición inglesa de 1892.

Al igual que Hegel, Engels cuestiona la tesis de la «cosa en sí misma» (Ding an sich) kantiana porque esto "añade una palabra a nuestro conocimiento científico, porque si no podemos tratar con las cosas, no existen para nosotros". Para Engels, "desde el momento en que conocemos todas las propiedades de una cosa, conocemos también la cosa misma; sólo queda en pie el hecho de que esta cosa existe fuera de nosotros, y en cuanto nuestros sentidos nos suministraron este hecho, hemos aprehendido hasta el último residuo de la cosa en sí". Entonces, mientras "adiestremos y empleemos bien nuestros sentidos y ajustemos nuestro modo de proceder a los límites que trazan las observaciones bien hechas y bien utilizadas, veremos que los resultados de nuestros actos suministran la prueba de la conformidad de nuestras percepciones con la naturaleza objetiva de las cosas percibidas." Por ello, Engels concluye de modo significativo con el proverbio: «The proof of the pudding is in the eating» (La prueba del pudin está en comérselo).
Contra la visión mecanicista de que el conocimiento deriva exclusivamente de impresiones, Engels enfatizó el desarrollo dialéctico del conocimiento humano. El conocimiento es un "es un producto histórico, que reviste formas muy distintas y asume, por tanto, un contenido muy distinto también, según las diferentes épocas. La ciencia del pensamiento es, por consiguiente, como todas las ciencias, una ciencia histórica, la ciencia del desarrollo histórico del pensamiento humano”.
Engels concibe a la lógica como el "estudio de las condiciones y las leyes del pensamiento"; y la lógica dialéctica como "la lógica de lo real concreto". Esta es "analíticamente superior en el desenvolvimiento de la lógica formal" como lo es el cálculo diferencial a la aritmética, pues "las categorías de la lógica formal se hallan subordinadas a las superiores leyes de la dialéctica". Engels estaba de acuerdo con la crítica de Hegel al principio formal-lógico de la identidad. La ciencia había demostrado que la identidad también incluía la diferencia. También en el sentido de Hegel, Engels interpreta el juicio como la unidad de lo general y lo particular.

### Ideología, moral y religión

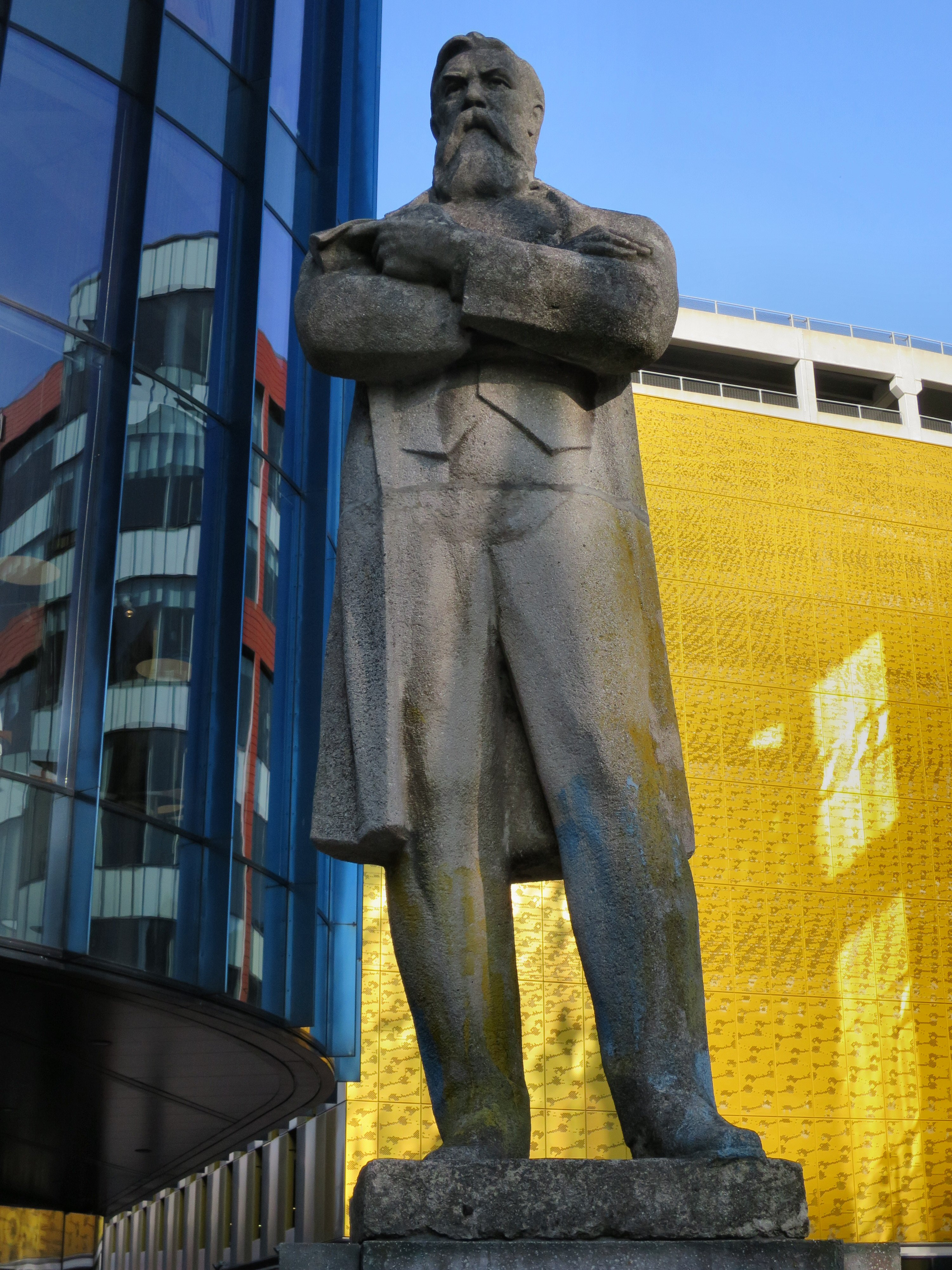
Estatua de Engels en Mánchester.

Para Engels, la "concepción ideológica" es "un proceso que se opera por el llamado pensador conscientemente" pero con una "conciencia falsa". Las verdaderas fuerzas propulsoras que lo mueven son, en última instancia, "simples reflejos económicos". Sus ideas le parecen al ideólogo "como creación, sin buscar otra fuente más alejada e independiente del pensamiento; para él, esto es la evidencia misma, puesto que para él todos los actos, en cuanto les sirva de mediador el pensamiento, tienen también en éste su fundamento último". Estos impulsos incluyen tanto intereses subjetivos oscuros como la constelación económica objetiva. Por otro lado, Engels también enfatiza la "efectividad histórica" de la ideología. La negación de un "desarrollo histórico independiente" no significa que "un factor histórico, una vez alumbrado por otros hechos, que son en última instancia hechos económicos, repercute a su vez sobre lo que le rodea e incluso sobre sus propias causas".

Según la concepción materialista de la historia, el factor que en última instancia determina la historia es la producción y la reproducción de la vida real. Ni Marx ni yo hemos afirmado nunca más que esto. Si alguien lo tergiversa diciendo que el factor económico es el único determinante, convertirá aquella tesis en una frase vacua, abstracta, absurda. [...] Es un juego mutuo de acciones y reacciones entre todos estos factores, en el que [...] acaba siempre imponiéndose como necesidad el movimiento económico.
F. Engels (21 de sept. de 1890): Carta a J. Bloch.

El desarrollo de una ideología sigue una cierta lógica propia, se desarrolla "por medio de la imaginación". Así, "la filosofía de cada época tiene como premisa un determinado material de ideas que le legan sus predecesores y del que arranca". Sin embargo, la economía "determina el modo de cómo se modifica y desarrolla el material de ideas preexistente" indirectamente, "ya que son los reflejos políticos, jurídicos, morales, los que en mayor grado ejercen una influencia directa sobre la filosofía".
Ejemplos típicos de ideologías que la burguesía usa para controlar al pueblo son para Engels la moral; "y el recurso moral primero y más importante con que se podía influenciar a las masas seguía siendo la religión". La moral siempre fue "una moral de clase; o bien justificaba el dominio y los intereses de la clase dominante, o bien, en cuanto que la clase oprimida se hizo lo suficientemente fuerte, representó la irritación de los oprimidos contra aquel dominio y los intereses de dichos oprimidos, orientados al futuro”. Entonces, cuando ciertas condiciones se consideran "injustas" (por ejemplo, la esclavitud) esto no es más que un hecho económico que "se halla en contradicción con nuestro sentido moral", pero "esto nada tiene de común con la economía política", solo prueba que ·es algo que ha caducado y de que han surgido otros hechos económicos, en virtud de los cuales el primero es ya intolerable y no puede mantenerse en pie". Luego "lo que no es exacto en el sentido económico formal, puede serlo en el sentido de la historia universal", es decir, "puede ocultarse un contenido realmente económico". La postura ética de Engels sigue un relativismo cultural moral metaético y un pragmatismo normativo.

¿Qué moral se nos predica hoy? Hay, por de pronto, la cristiano-feudal [...] Se tiene además la moral moderno-burguesa y, junto a ésta, la moral proletaria del futuro [...] ¿Cuál es la verdadera? Ninguna de ellas, en el sentido de validez absoluta y definitiva; pero sin duda la moral que posee más elementos de duración es aquella que presenta el futuro en la transformación del presente, es decir, la moral proletaria.
F. Engels (1878), "Anti-Dühring", Sección primera, IX. MORAL Y DERECHO. VERDADES ETERNAS

Engels era ateo y, "por tanto, con esperanza en el mundo". Siguiendo a Ludwig Feuerbach, el origen de la religión es la impotencia del hombre hacia la naturaleza, y su forma ideológica "no es más que el reflejo fantástico, en las cabezas de los hombres, de los poderes externos que dominan su existencia cotidiana". El bajo nivel de dominio de la naturaleza y la dependencia de eventos naturales desconocidos conducen a prácticas religioso-mágicas para compensar el subdesarrollo económico, técnico y científico: "Estas diversas ideas falsas acerca de la naturaleza, el carácter del hombre mismo, los espíritus, las fuerzas mágicas, etc., se basan siempre en factores económicos de aspecto negativo; el incipiente desarrollo económico del período prehistórico tiene, por complemento, y también en parte por condición, e incluso por causa, las falsas ideas acerca de la naturaleza". Estas fuerzas naturales luego se personifican en las religiones paganas y finalmente "todos los atributos naturales y sociales de los muchos dioses se transfieren a un único Dios omnipotente, el cual no es a su vez sino el reflejo del hombre abstracto". Engels señala: «Es curioso ver en los llamados pueblos primitivos cómo surgió la concepción de la santidad. Lo que es originalmente sagrado es lo que hemos tomado del reino animal, lo bestial; las "leyes humanas" son tan abominables en relación a esto como lo son en el evangelio a la ley divina».
Al igual que Max Weber, para Engels la reforma protestante fue cimiento del capitalismo, en especia el dogma calvinista de la predestinación, que es "la expresión religiosa del hecho de que en el mundo comercial, en el mundo de la competencia, el éxito o la bancarrota no depende de la actividad o de la aptitud del individuo, sino de circunstancias independientes de él".

Sin embargo, me temo mucho que ni la estupidez religiosa del burgués británico ni la conversión post festum del burgués continental, consigan poner un dique a la creciente marea proletaria. La tradición es una gran fuerza de freno; es la vis inertiae de la historia. Pero es una fuerza meramente pasiva; por eso tiene necesariamente que sucumbir. De aquí que tampoco la religión pueda servir a la larga de muralla protectora de la sociedad capitalista. Si nuestras ideas jurídicas, filosóficas y religiosas no son más que los brotes más próximos o más remotos de las condiciones económicas imperantes en una sociedad dada, a la larga estas ideas no pueden mantenerse cuando han cambiado completamente aquellas condiciones. Una de dos: o creemos en una revelación sobrenatural, o tenemos que reconocer que no hay dogma religioso capaz de apuntalar una sociedad que se derrumba.
F. Engels (1880), "Del socialismo utópico al socialismo científico" Prólogo a la edición inglesa de 1892.

El método sociológico de Engels sobre las religión le permitió comprender las instituciones religiosas "no como un todo homogéneo [...] sino como un campo de fuerzas atravesado por conflictos sociales". Como el joven Marx, Engels reconoce la dualidad paradójica de la religión como "opio del pueblo" al sacralizar el orden establecido y también como papel revolucionario. Por ejemplo, en Contribución a la historia del cristianismo primitivo comparó la similitud entre el cristianismo primitivo y el movimiento obrero contemporáneo. Para Engels, "el socialismo cristiano era una contradicción en términos" pero "el socialismo como ciencia estaba completamente fuera de las creencias especulativas. Que un hombre fuera cristiano o ateo no tenía nada que ver con su socialismo". En un sociedad comunista la religión no es abolida, sino que muere naturalmente debido a que se ha sometido las fuerzas sociales a la dominación de la sociedad.

[C]uando el hombre pues, no se limite a proponer, sino que también disponga, entonces desaparecerá el último poder ajeno que aún hoy se refleja en la religión, y con él desaparecerá también el reflejo religioso mismo, por la sencilla razón de que no habrá nada ya que reflejar.
F. Engels (1878), "Anti-Dühring", Sección tercera, V. ESTADO, FAMILIA, EDUCACION

### Filosofía de la ciencia
Engels considera la historia de la ciencia principalmente con respecto al desarrollo de la comprensión de la naturaleza y el pensamiento dialéctico. La unidad y objetividad de la naturaleza era algo natural para el "originario y tosco materialismo" de los filósofos naturales jónicos. Como todavía no se había avanzado en el análisis de la naturaleza, todavía se consideraba como un todo. Para ellos, la "conexión general de los fenómenos naturales" fue "el resultado de la intuición directa", que reveló la "falla de la filosofía griega".
Con la victoria del cristianismo, las tradiciones cosmológico-dialécticas de los griegos se perdieron. Engels vio en gran medida a la Edad Media posterior negativamente, como una "tenebrosa noche" en la que las ciencias no se habrían desarrollado más. Sin embargo, enfatiza los grandes avances de la Edad Media, especialmente el desarrollo de la industria que "aportaban por sí mismos medios de experimentación muy distintos de los empleados hasta entonces y hacían posible la construcción de nuevos instrumentos; podría afirmarse que es ahora cuando comienza la ciencia experimental verdaderamente sistemática".
El Renacimiento fue la primera gran época basada completamente en la experiencia. La tierra se descubrió y "se echaron con ello los cimientos para lo que sería el comercio mundial y para el paso del artesanado a la manufactura, que, a su vez, serviría de punto de partida para la gran industria moderna. Se derrumbó la dictadura espiritual de la Iglesia”. Sin embargo, el Renacimiento se preocupó principalmente por la mecánica de los "cuerpos terrestres y celestes" y "el perfeccionamiento de los métodos matemáticos". "Al final del período, presidido por los nombres de Newton y Linneo, encontramos estas ramas de la ciencia ya hasta cierto punto redondeadas". La característica especial de esta época fue que, contrariamente al enfoque de desarrollo de los griegos, tomó la "absoluta inmutabilidad de la naturaleza" como punto de partida.

Paso a paso, con el auge de la burguesía, iba produciéndose el gran resurgimiento de la ciencia. Volvían a cultivarse la astronomía, la mecánica, la física, la anatomía, la fisiología. La burguesía necesitaba, para el desarrollo de su producción industrial, una ciencia que investigase las propiedades de los cuerpos físicos y el funcionamiento de las fuerzas naturales. Pero, hasta entonces la ciencia no había sido más que la servidora humilde de la Iglesia, a la que no se le consentía traspasar las fronteras establecidas por la fe; en una palabra, había sido cualquier cosa menos una ciencia. Ahora, la ciencia se rebelaba contra la Iglesia; la burguesía necesitaba a la ciencia y se lanzó con ella a la rebelión.
F. Engels (1880), "Del socialismo utópico al socialismo científico" Prólogo a la edición inglesa de 1892.

Engels ve que la disolución de esta comprensión estática de la naturaleza comienza con la Historia general de la naturaleza y teoría del cielo de Kant (1755), que había eliminado la cuestión del "primer impulso" y presentó la Tierra y todo el sistema solar "como algo que había ido formándose en el transcurso del tiempo", abriendo camino a la "hipótesis nebular". Este trabajo de Kant fue ignorado por las ciencias naturales hasta la aparición de Laplace y Herschel, y estaba reservado para las ciencias geológicas recientemente emergentes para demostrar que "la tierra no es, sino que deviene, se desarrolla y perece". El "sistema rígido de una naturaleza orgánica plasmada con caracteres inmutables" fue finalmente disuelto por Darwin, quien licuó el concepto de especie. Así se completó una nueva perspectiva de la naturaleza: "todo lo que había en ella de rígido se aflojaba, cuanto había de plasmado en ella se esfumaba, lo que se consideraba eterno pasaba a ser perecedero y la naturaleza toda se revelaba como algo que se movía en perenne flujo y eterno ciclo".
Con Hegel, la resolución de la rigidez de la imagen natural siguió a la de los conceptos. Engels ve la importancia de la era desde Kant hasta Hegel en el renacimiento de la dialéctica. "La dialéctica es para la moderna ciencia natural la forma más importante de pensamiento porque sólo ella ofrece las analogías y los métodos para comprender los procesos de desarrollo que ocurren en la naturaleza, las conexiones generales y los cambios de un campo de investigación a otro diferente" Kant le parece anticuado por Hegel. En particular, Engels se opone a la interpretación no dialéctica de Kant del neokantismo y una filosofía que ve lo esencial en la epistemología. Describe el agnosticismo como un "materialismo vulgar". Engels considera el sistema de Hegel como "la última y más perfecta forma de filosofía"; con él "toda la filosofía falló". Pero lo que quedaba era "la forma dialéctica de pensar y la concepción del mundo natural, histórico e intelectual como un movimiento sin fin, transformador, en el proceso constante de devenir y desaparecer. No solo filosofía, sino que todas las ciencias ahora debían demostrar las leyes del movimiento de este proceso constante de reorganización en su campo particular". "Todo lo que queda en pie de la anterior filosofía, con existencia propia, es la teoría del pensar y de sus leyes: la lógica formal y la dialéctica. Lo demás se disuelve en la ciencia positiva de la naturaleza y de la historia". En última instancia, la ciencia librará a la humanidad de la superstición. "Engels, por su parte, detalla el camino evolucionista que ha seguido el trabajo, como actividad plenamente humana, en su «marcha hacía el progreso»".
Engels "combinó el énfasis de un científico social en la recopilación de datos empíricos con un enfoque filosófico arraigado en su compromiso temprano con la dialéctica hegeliana". La filosofía como una "ciencia del contexto general" es superflua para Engels. Las únicas tareas significativas que le quedaban eran la "doctrina del pensamiento y de sus leyes, la lógica formal y la dialéctica". Todo lo demás es "tarea de la ciencia de la naturaleza y de la investigación histórica". Se ha afirmado que Engels adoptó un empirismo positivista de la ciencia al ver en la historia y las ciencias naturales una alguna relación directa. Si Marx “le dio la vuelta a la teoría de Hegel de la cabeza (filosofía) sobre la que estaba parada sobre sus pies (praxis)“, Engels “la volvió a poner sobre su cabeza (ciencia Weltanschauung)”. No obstante, Engels fue crítico de la filosofía positiva de Auguste Comte, quien "tomó todas sus brillantes ideas de Saint-Simon, pero al ordenarlas las distorsionó a su manera peculiar" de modo que "el comtismo que era catolicismo sin el cristianismo" que en comparación con Hegel "produce una pobre impresión”.

Mas quizá el progreso de la ciencia teórica de la naturaleza haga mi trabajo totalmente o en gran parte superfluo. Pues la revolución impuesta a la ciencia teórica de la naturaleza por la mera necesidad de ordenar los descubrimientos puramente empíricos que se acumulan masivamente es tal que tiene que llevar a consciencia hasta de los empíricos más recalcitrantes el carácter dialéctico de los procesos naturales.
F. Engels (1878), "Anti-Dühring" Prólogo a la segunda edición

### Filosofía de la historia y antropología

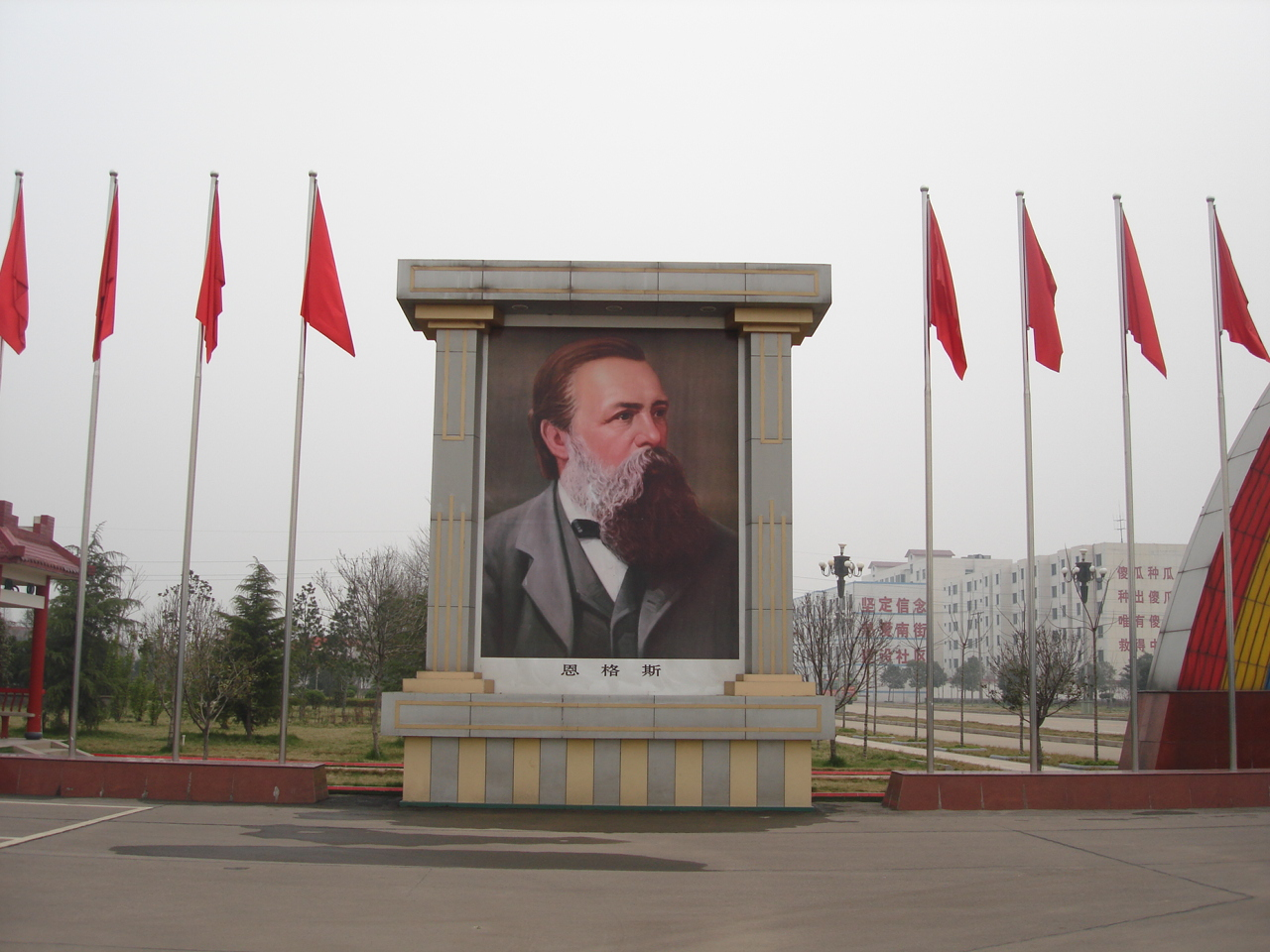
Retrato de Friedrich Engels en Nanjie, China.

En Anti-Dühring y en sus últimos escritos, Engels elaboró aún más los conceptos de filosofía de la historia. La visión de Engels de la historia se caracteriza por un optimismo fundamental. Al igual que Hegel, no entiende la historia como una "intrincada confusión de violencias sin sentido", sino como un proceso de desarrollo cuya ley interna se puede percibir a través de todas las coincidencias aparentes.
Engels compartió las suposiciones básicas con Marx de que la historia de la humanidad es una "historia de luchas de clases" y que su curso está determinado en gran medida por las condiciones económicas. A esta idea, que fue "para la Historia lo que la teória de Darwin ha sido para la Biología", llegó Engels previamente en La situación de la clase obrera en Inglaterra y fue posteriormente expuesta por ambos en el Manifiesto del Partido Comunista. La concepción idealista de la historia que "no conocía luchas de clases basadas en intereses materiales" queda reemplazada por "una concepción materialista de la historia, con lo que se abría el camino para explicar la conciencia del hombre por su existencia, y no ésta por su conciencia, que hasta entonces era lo tradicional".
Para Engels, la historia es principalmente una obra humana pero "los móviles reales y efectivos de los hombres que actúan en la historia no son, ni mucho menos, las últimas causas de los acontecimientos históricos". Más bien, "detrás de ellos están otras fuerzas determinantes, que hay que investigar lo que ocurre es que no va a buscar estas fuerzas a la misma historia, sino que las importa de fuera, de la ideología filosófica". La conexión entre la libertad del individuo y la regularidad de los procesos históricos solo puede entenderse dialécticamente.

Hegel ha sido el primero en exponer rectamente la relación entre libertad y necesidad. Para él, la libertad es la comprensión de la necesidad. [...] La libertad no consiste en una soñada independencia respecto de las leyes naturales, sino en el reconocimiento de esas leyes y en la posibilidad, así dada, de hacerlas obrar según un plan para determinados fines. [...] Los primeros hombres que destacaron de la animalidad eran en todo lo esencial tan poco libres como los animales mismos; pero cada progreso en la cultura fue un paso hacia la libertad.
F. Engels (1878), "Anti-Dühring", Sección primera, XI. MORAL Y DERECHO. LIBERTAD Y NECESIDAD

Los propósitos de las acciones son deseados, pero no "los resultados que en la realidad se derivan de ellos no lo son". Los acontecimientos históricos aparecen así "reinar la casualidad", pero están "gobernada por leyes internas ocultas". Sin embargo, para que estos sean efectivos, primero se debe lograr un cierto grado de madurez en el desarrollo histórico: "La historia tiene su propio curso, y por muy dialécticamente que éste discurra en última instancia, se da con frecuencia el caso de que la dialéctica tenga que esperar bastante tiempo a la historia".

#### Factores económicos
Sobre el materialismo histórico de Marx "se erigía la historia sobre su verdadera base; el hecho palpable, pero totalmente desapercibido hasta entonces, de que el hombre necesita en primer término comer, beber, tener un techo y vestirse, y por tanto, trabajar, antes de poder luchar por el mando, hacer política, religión, filosofía, etc.". Marx y Engels entendieron que "el último elemento determinante de la historia es la producción y reproducción de la vida real". La condición decisiva para el desarrollo histórico es la situación económica; cómo las personas producen su sustento e intercambian sus productos. La estructura social que se desprenden de ellos forman la base "para la historia política e intelectual" de cada época histórica. "El modo de la distribución de los productos queda dado con el modo de producción y de intercambio de una determinada sociedad histórica y con las previas condiciones históricas de esa sociedad".

[T]oda la historia anterior había sido la historia de las luchas de clases, y que estas clases sociales pugnantes entre sí eran en todas las épocas fruto de las relaciones de producción y de cambio, es decir, de las relaciones económicas de su época: que la estructura económica de la sociedad en cada época de la historia constituye, por tanto, la base real cuyas propiedades explican en última instancia, toda la superestructura integrada por las instituciones jurídicas y políticas, así como por la ideología religiosa, filosófica, etc., de cada período histórico.
F. Engels (1880), "Del socialismo utópico al socialismo científico", Capítulo II.

En particular, Engels desarrolló un concepto integral de los "factores económicos", como "toda la tecnología de producción y transporte", la geografía, "la tradición" y también "la raza"; que forman la base del curso histórico, pero no son el único factor determinante. Contrario al economicismo, que Engels sostiene la influencia de la superestructura ideológica en la historia, producto a su vez de la infraestructura económica. Los "diversos factores de la superestructura que sobre ella se levanta [...] ejercen también su influencia sobre el curso de las luchas históricas y determinan, predominantemente en muchos casos, su forma”.

Para mí, la supremacía final del desarrollo económico, incluso sobre estos campos, es incuestionable, pero se opera dentro de las condiciones impuestas por el campo concreto: en la filosofía, por ejemplo, por la acción de influencias económicas (que a su vez, en la mayoría de los casos, sólo operan bajo su disfraz político, etc) sobre el material filosófico existente, suministrado por los predecesores. Aquí, la economía no crea nada a novo, pero determina el modo cómo se modifica y desarrolla el material de ideas preexistente, y aun esto casi siempre de un modo indirecto, ya que son los reflejos políticos, jurídicos, morales, los que en mayor grado ejercen una influencia directa sobre la filosofía.

Para Engels, las leyes económicas no son leyes naturales, sino leyes históricas que surgen y perecen. No son más antiguas que la sociedad burguesa moderna n medida de que expresan "relaciones puramente burguesas". Las leyes siguen siendo válidas solo mientras esta sociedad basada en el dominio de clase y la explotación de clase permanezca viva. En este contexto, la ley de la población malthusiana es solo una ley para la sociedad civil y demostró que se había convertido en una barrera para el desarrollo y, por lo tanto, tenía que caer.

#### Tribu y civilización
La obra antropológica de Engels explica el papel fundamental del trabajo en el origen del hombre a partir de los monos antropoides. En La ideología alemana, Marx y Engels describen el trabajo como la característica principal del "ser genérico" en la naturaleza humana. "La diferencia esencial entre la sociedad humana y la animal es que los animales son, como mucho, recolectores, mientras que los hombres son productores". Engels explica en El papel del trabajo en la transformación del mono en hombre que "(p)rimero el trabajo, luego y con él la palabra articulada, fueron los dos estímulos principales bajo cuya influencia el cerebro del mono se fue transformando gradualmente en cerebro humano, que, a pesar de toda su similitud, lo supera considerablemente en tamaño y en perfección". Mediante el trabajo surgió la producción de instrumentos y la formación de la sociedad humana como resultado de un largo proceso histórico cualitativo.
Engels aceptó la teoría de la evolución darwiniana (selección natural) como una versión variada de la lucha de clases pero rechazó su método como incompleto. En contra del darwinismo social Engels subraya el papel de la cooperación en la naturaleza (como hizo también el naturalista y anarquista ruso Piotr Kropotkin) surgida de la armonía dialéctica. Por ejemplo, "el reino vegetal suministra oxígeno y alimentos al reino animal mientras el reino animal, a su vez, suministra ácido carbónico y estiércol al reino vegetal". Dada la producción capitalista se alcanzó un nivel de subsistencia que la "lucha por la existencia [...] se transforma en una lucha por los goces".
Engels desarrolla tres épocas principales de la prehistoria: "salvajismo, barbarie, civilización [...] El desarrollo de la familia se opera paralelamente". Toda la historia procede de "la comunidad tribal o campesina con propiedad común de la tierra". Expresó entusiasmadanete sobre la sociedad tribal su "¡Admirable constitución ésta de la gens, con toda su ingenua sencillez!". Similar a Rousseau, contrasta el presente con dos edades doradas: al principio y al final de la historia. Engels describe enfáticamente la edad que precede a toda división del trabajo y al establecimiento de un estado en un lenguaje romántico:

Sin soldados, gendarmes ni policía, sin nobleza, sin reyes, gobernadores, prefectos o jueces, sin cárceles ni procesos, todo marcha con regularidad. Todas las querellas y todos los conflictos los zanja la colectividad a quien conciernen, la gens o la tribu, o las diversas gens entre sí; sólo como último recurso, rara vez empleado, aparece la venganza, de la cual no es más que una forma civilizada nuestra pena de muerte, con todas las ventajas y todos los inconvenientes de la civilización. No hace falta ni siquiera una parte mínima del actual aparato administrativo, tan vasto y complicado, aun cuando son muchos más que en nuestros días los asuntos comunes, pues la economía doméstica es común para una serie de familias y es comunista; el suelo es propiedad de la tribu, y los hogares sólo disponen, con carácter temporal, de pequeñas huertas. Los propios interesados son quienes resuelven las cuestiones, y en la mayoría de los casos una usanza secular lo ha regulado ya todo. No puede haber pobres ni necesitados: la familia comunista y la gens conocen sus obligaciones para con los ancianos, los enfermos y los inválidos de guerra. Todos son iguales y libres, incluídas las mujeres. No hay aún esclavos, y, por regla general, tampoco se da el sojuzgamiento de tribus extrañas.
F. Engels (1884), "El origen de la familia, la propiedad privada y el Estado" III. La Gens Iroquesa.

Las comunidades tribales estaban condenadas porque no iban más allá de la tribu; "Lo que estaba fuera de la tribu, estaba fuera de la ley". Solo podrían existir mientras la producción permaneciera completamente sin desarrollar. Es por el final de la Edad de hierro que comienza a surgir la "civilización". A pesar de esta idea, Engels es devastadoramente crítico con el posterior desarrollo de esta:

Los intereses más viles -la baja codicia, la brutal avidez por los goces, la sórdida avaricia, el robo egoísta de la propiedad común- inauguran la nueva sociedad civilizada, la sociedad de clases; los medios más vergonzosos -el robo, la violencia, la perfidia, la traición-, minaba la antigua sociedad de las gens, sociedad sin clases, y la conducen a su perdición. Y la misma nueva sociedad, a través de los dos mil quinientos años de su existencia, no ha sido nunca más que el desarrollo de una ínfima minoría a expensas de uan inmensa mayoría de explotados y oprimidos; y esto es hoy más que nunca.
F. Engels (1884), "El origen de la familia, la propiedad privada y el Estado" III. La Gens Iroquesa.

#### El Estado y la propiedad privada

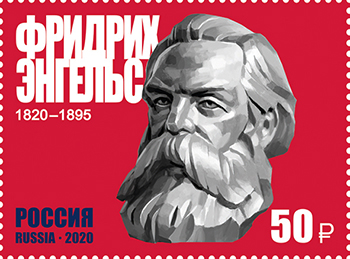
Sello ruso de 50 rublos del bicentenario de Engels (2020).

Para Engels, el Estado es un producto histórico. Engels explica esto usando el ejemplo del surgimiento del Estado ateniense. Esto se desarrolló a partir de la sociedad tribal originalmente comunista. Con la herencia se favoreció la acumulación de riqueza en ciertas familias, lo que mantuvo una fuerte posición de poder sobre los gens. El Estado finalmente fue "inventado" para proteger los privilegios familiares. Se suponía que debía consagrar la propiedad privada recién creada "contra las tradiciones comunistas de la constitución gentil e hiciese de esta santificación el fin más elevado de la comunidad humana", además de imprimir "el sello del reconocimiento general de la sociedad a las nuevas formas de adquirir la propiedad, que se desarrollaban una tras otra, y por tanto a la acumulación, cada vez más acelerada, de las riquezas". Se inmortalizó "una institución que no sólo perpetuase la naciente división de la sociedad en clases, sino también el derecho de la clase poseedora de explotar a la no poseedora y el dominio de la primera sobre la segunda".
La forma de la autoridad estatal está determinada por la forma de los municipios en el momento en que la autoridad estatal se hace necesaria. Como, por ejemplo, con los "pueblos arios de Asia y los rusos" todavía "no se ha formado propiedad privada sobre la tierra" y "el poder estatal aparece como despotismo". Por el contrario, en los países romanos conquistados por los germanos, las partes individuales de la tierra ya se habían convertido en un "alodio", "propiedad libre sujeta únicamente a las obligaciones del mercado común".
El Estado surgió "por la necesidad de mantener controlados los opuestos de clase". Pero como "también surgió en medio del conflicto entre estas clases, generalmente es el estado de la clase económica más poderosa". Con su ayuda, esto también se convierte en la clase políticamente dominante, que "adquiere nuevos medios para reprimir y explotar a la clase oprimida". Así, "el Estado antiguo era, ante todo, el Estado de los esclavistas para tener sometidos a los esclavos; el Estado feudal era el órgano de que se valía la nobleza para tener sujetos a los campesinos siervos, y el moderno Estado representativo es el instrumento de que se sirve el capital para explotar el trabajo asalariado", no es otra cosa que "una máquina para la opresión de una clase por otra, lo mismo en la república democrática que bajo la monarquía". En casos excepcionales, hay casos en que "las clases en lucha están tan equilibradas" y el poder del Estado, como mediador aparente, "adquiere cierta independencia momentánea respecto a una y otra". Como ejemplo, Engels menciona "la monarquía absoluta de los siglos XVII y XVIII", que medió entre la nobleza y la clase media, y el "bonapartismo del Primer Imperio francés, y sobre todo el del Segundo, valiéndose de los proletarios contra la clase media, y de ésta contra aquéllos”.

#### La familia y la opresión de la mujer
Marx y Engels siguieron las ideas de Fourier en La sagrada familia, donde se sostienen que “los progresos sociales y los cambios de períodos se operan en razón directa del progreso de las mujeres hacia la libertad; y las decadencias de orden social se operan en razón del decrecimiento de la libertad de las mujeres”. Retomaron en el Manifiesto del Partido Comunista que el capitalismo tiende a destruir los lazos familiares en la clase obrera.

XXI. ¿Qué influencia ejercerá el régimen social comunista en la familia?
Las relaciones entre los sexos tendrán un carácter puramente privado, perteneciente sólo a las personas que toman parte en ellas, sin el menor motivo para la injerencia de la sociedad. Eso es posible merced a la supresión de la propiedad privada y a la educación de los niños por la sociedad, con lo cual se destruyen las dos bases del matrimonio actual ligadas a la propiedad privada: la dependencia de la mujer respecto del hombre y la dependencia de los hijos respecto de los padres. En ello reside, precisamente, la respuesta a los alaridos altamente moralistas de los burguesotes con motivo de la comunidad de las mujeres, que, según éstos, quieren implantar los comunistas. La comunidad de las mujeres es un fenómeno que pertenece enteramente a la sociedad burguesa y existe hoy plenamente bajo la forma de prostitución. Pero, la prostitución descansa en la propiedad privada y desaparecerá junto con ella. Por consiguiente, la organización comunista, en lugar de implantar la comunidad de las mujeres, la suprimirá.
F. Engels (1847), "Principios del Comunismo"

Engels escribió sobre la histórica opresión de las mujeres por parte del Estado y la relación matrimonial en El origen de la familia, la propiedad privada y el Estado. Expresó que con el origen de la monogamia "el hombre empuñó también las riendas en la casa; la mujer se vio degradada, convertida en la servidora, en la esclava de la lujuria del hombre, en un simple instrumento de reproducción [...] si la mata, no hace más que ejercer su derecho." En la familia burguesa, "el hombre es el burgués y la mujer representa al proletario". Esta obra es considerado una obra clave para el feminismo socialista.

### Política

#### Comunismo y socialismo científico
La concepción materialista de la historia de Marx habría demostrado que "la gran burguesía dominante ha cumplido ya su misión histórica, de que ya no es capaz de dirigir la sociedad y [...] que la dirección histórica ha pasado a manos del proletariado". Marx y Engels advocaron en el Manifiesto del Partido Comunista el derrocamiento por la fuerza de todas las condiciones sociales existentes debido a la imposibilidad de compatibilizar los intereses de proletariado con la burguesía en el modo de producción capitalista, lo que sirvió como un llamado a las revoluciones comunistas en todo el mundo. En 1883, Engels describió la tesis central del manifiesto de la siguiente forma: 

[...] toda la historia de la humanidad ha sido una historia de lucha de clases, de lucha entre explotadores y explotados, entre clases dominantes y clases oprimidas; que la historia de esas luchas de clases es una serie de evoluciones, que ha alcanzado en el presente un grado tal de desarrollo en que la clase explotada y oprimida —el proletariado— no puede ya emanciparse del yugo de la clase explotadora y dominante —la burguesía— sin emancipar al mismo tiempo, y para siempre, a toda la sociedad de toda explotación, opresión, división en clases y lucha de clases.
Prólogo de Engels a la edición alemana de 1883

Ambos autores adoptaron el término «comunista» y no el de «socialista» en la década de 1840. Engels explicó en el prólogo del Manifiesto de 1890 que el “socialismo” designaba un movimiento burgués y el “comunismo” a un movimiento obrero. Después de 1848, Marx y Engels cambiaron al uso del término "socialismo", para significar exactamente lo que antes habían querido decir con "comunismo". No fue sino hasta la Revolución Bolchevique que el término socialismo llegó a referirse a una etapa de transición de la dictadura del proletariado.

I. ¿Qué es el comunismo?
El comunismo es la doctrina de las condiciones de la liberación del proletariado.
F. Engels (1847) Principios del Comunismo

Engels usó el término "socialismo utópico" para diferenciar el pensamiento de los primeros socialistas, como Henri de Saint-Simon, Robert Owen y Charles Fourier; que "criticaba el modo capitalista de producción existente y sus consecuencias, pero no acertaba a explicarlo, ni podía, por tanto, destruirlo ideológicamente, no se le alcanzaba más que repudiarlo, lisa y llanamente, como malo". No fue hasta que Marx que se desarrolla un "socialismo científico" y expone el capitalismo como una "determinada época de la historia, demostrando con ello también la necesidad de su caída" mediante "la concepción materialista de la historia y la revelación del secreto de la producción capitalista, mediante la plusvalía".

Para nosotros, el comunismo no es un estado que debe implantarse, un ideal al que ha de sujetarse la realidad. Nosotros llamamos comunismo al movimiento real que anula y supera al estado de cosas actual. Las condiciones de este movimiento se desprenden de la premisa actualmente existente.
K. Marx y F. Engels (1845) La ideología alemana, 5. Desarrollo de las fuerzas productivas como premisa material del comunismo

La división del trabajo en el capitalismo, Engels explica e una carta a Conrad Schmidt, "las distintas ramas del trabajo se independizan unas de otras", lo que hace que el comercio de productos se independiza de la producción de mercancías, que "obedece a su propia dinámica, que aunque sometida en términos generales a la dinámica de la producción, se rige, en sus aspectos particulares y dentro de esa dependencia general, por sus propias leyes contenidas en la naturaleza misma de este nuevo factor". Lo mismo ocurre con el dinero, que sigue "un desarrollo independiente, con sus leyes especiales y sus fases, determinadas por su propia naturaleza", pues su utilización "ha de servir unas veces a los intereses de la producción como tal y otras a las necesidades de los accionistas en tanto que banqueros".  Engels describió esa situación como "anarquía de la producción".
Engels define en Del socialismo utópico al socialismo científico al socialismo como un sistema social y económico caracterizado por el control por parte de la sociedad, organizada con todos sus integrantes, tanto de los medios de producción como de las diferentes fuerzas de trabajo aplicadas hacia los mismos. Engels opina que una “sociedad socialista” debe concebirse en un estado de constante cambio y su diferencia con el orden actual consiste en la producción organizada sobre la base de la propiedad común de la nación de todos los medios de producción. Este periodo será transitorio y Engels lo define en su crítica del Programa de Erfurt como una "república democrática" y "forma específica de la dictadura del proletariado" donde "concentración de todo el poder político en manos de la representación del pueblo". Engels usó la Comuna de París como ejemplo de la dictadura del proletariado.

El día en que las fuerzas productivas de la sociedad moderna se sometan al régimen congruente con su naturaleza, por fin conocida, la anarquía social de la producción dejará el puesto a una reglamentación colectiva y organizada de la producción acorde con las necesidades de la sociedad y de cada individuo. Y el régimen capitalista de apropiación, en que el producto esclaviza primero a quien lo crea y luego a quien se lo apropia, será sustituido por el régimen de apropiación del producto que el carácter de los modernos medios de producción está reclamando: de una parte, apropiación directamente social, como medio para mantener y ampliar la producción; de otra parte, apropiación directamente individual, como medio de vida y de disfrute.
F. Engels (1880), "Del socialismo utópico al socialismo científico", Capítulo III.

En consecuencia, se "suprimirá la competencia y la sustituirá con la asociación" mediante la completa administración de la producción "a manos de toda la sociedad, es decir, serán administradas en beneficio de toda la sociedad, con arreglo a un plan general". Así, en el modo de producción socialista la producción estará destinada para el uso, por lo que dejará de aplicarse la ley del valor y el dinero, el cual "está ya incluido en germen en el concepto de valor", dejará de ser la medida del valor de cambio de las mercancías. Engels también menciona en el Anti-Dühring la necesidad de un cálculo económico para la planificación económica en una sociedad socialista:

Cierto que la sociedad [socialista] tendrá también entonces que saber cuánto trabajo requiere la producción de cada objeto de uso. Pues tendrá que establecer el plan de producción atendiendo a los medios de producción, entre los cuales se encuentran señaladamente las fuerzas de trabajo. El plan quedará finalmente determinado por la comparación de los efectos útiles de los diversos objetos de uso entre ellos y con las cantidades de trabajo necesarias para su producción. La gente hace todo esto muy sencillamente en su casa, sin necesidad de meter de por medio el célebre "valor".
F. Engels (1878), "Anti-Dühring", Sección tercera, SOCIALISMO. IV. La distribución

En relación con el problema de la actitud socialista hacia los pequeños campesinos, que seguirán existiendo en la época de la "expropiación de los expropiadores", señala Engels:

Cuando tengamos en nuestras manos el poder estatal, no podremos pensar en expropiar violentamente a los pequeños campesinos (con indemnización o sin ella) como habrá que hacerlo con los grandes terratenientes. Con respecto a los pequeños campesinos, nuestra misión consistirá, ante todo, en encauzar su producción individual y su propiedad privada hacia un régimen cooperativo, no de un modo violento, sino mediante el ejemplo y ofreciéndoles la ayuda social para este fin. Y entonces es indudable que nos sobrarán medios para hacer ver al campesino todas las ventajas que le dará semejante paso, ventajas que le deben ser explicadas desde ahora.
F. Engels (1894), "El problema campesino en Francia y en Alemania"

#### Extinción del Estado
Engels rechazó que todo intento de estatalización es socialista en si. Esto fue lo que le llevó al socialista Ferdinand Lassalle defender el reaccionario Estado Prusiano de Otto von Bismarck. Mientras que para el anarquista Mijaíl Bakunin es "el Estado el que ha creado el capital" y su destrucción acabaría con el capitalismo; la concepción del Estado de Engels es solo "la organización de la que se han dotado las clases dominantes", luego es necesaria acabar primero con el capital.
La clase obrera, Engels creía, todavía necesita el Estado para superar el poder de la burguesía y organizar la sociedad.  El Estado se vuelve "una institución meramente transitoria, que se utiliza en la lucha, en la revolución, para someter por la violencia a los adversarios", y tomaría la forma de la dictadura del proletariado, la cual Engels describe como una república democrática. Con la desaparición de la sociedad de clases, el Estado se volverá superfluo y perderá su verdadero derecho a existir si ya no es el representante de una clase dominante, sino a la "una asociación libre de productores iguales".  Engels insistió en que sería imposible una revolución socialista que aboliera inmediatamente toda la propiedad privada. El grado en que se puede abolir la propiedad privada depende del nivel de desarrollo de las fuerzas productivas.

XVII. ¿Será posible suprimir de golpe la propiedad privada?
No, no será posible, del mismo modo que no se puede aumentar de golpe las fuerzas productivas existentes en la medida necesaria para crear una economía colectiva. Por eso, la revolución del proletariado, que se avecina según todos los indicios, sólo podrá transformar paulatinamente la sociedad actual, y acabará con la propiedad privada únicamente cuando haya creado la necesaria cantidad de medios de producción.
F. Engels (1847) Principios del Comunismo

Por consiguiente, el Estado no "se suprime", como sugiere el anarquismo; sino que ''se extingue''; y "propondríamos remplazar en todas partes la palabra Estado por la palabra ´comunidad' (Gemeinwesen)". Cerca del final de su vida Engels llegó a sugerir que Alemania tendría democráticamente un Estado de mayoría socialista hacia el año 1900 y que en Inglaterra "la inevitable revolución social puede efectuarse enteramente por medios pacíficos y legales”, pero no sin una "rebelión esclavista" de las clases dirigentes.

XVI. ¿Será posible suprimir por vía pacífica la propiedad privada?
Sería de desear que fuese así, y los comunistas, como es lógico, serían los últimos en oponerse a ello. [...] Pero, al propio tiempo, ven que se viene aplastando por la violencia el desarrollo del proletariado en casi todos los países civilizados y que, con ello, los enemigos mismos de los comunistas trabajan con todas sus energías para la revolución. Si todo ello termina, en fin de cuentas, empujando al proletariado subyugado a la revolución, nosotros, los comunistas, defenderemos con hechos, no menos que como ahora lo hacemos de palabra, la causa del proletariado.
F. Engels (1847) Principios del Comunismo

En contra del socialismo antiautoritario, según el cual "la autoridad, que equivale al Estado, es el mal absoluto", Engels considera que es "absurdo hablar del principio de autoridad como de un principio absolutamente malo y del principio de autonomía como de un principio absolutamente bueno" porque "la autoridad y la autonomía son cosas relativas, cuyas esferas verían en las diferentes fases del desarrollo social". En un Estado socialista la autoridad se restringiría "hasta el límite estricto en que la hagan inevitable las condiciones de la producción". Citando a Henri de Saint-Simon, el Estado pasa a ser "gobierno sobre personas" a "la administración de cosas".

Todos los socialistas están de acuerdo en que el Estado político, y con él la autoridad política, desaparecerán como consecuencia de la próxima revolución social, es decir, que las funciones públicas perderán su carácter político, trocándose en simples funciones administrativas, llamadas a velar por los verdaderos intereses sociales. Pero los antiautoritarios exigen que el Estado político autoritario sea abolido de un plumazo, aun antes de haber sido destruidas las condiciones sociales que lo hicieron nacer. Exigen que el primer acto de la revolución social sea la abolición de la autoridad. ¿No han visto nunca una revolución estos señores? Una revolución es, indudablemente, la cosa más autoritaria que existe; es el acto por medio del cual una parte de la población impone su voluntad a la otra parte por medio de fusiles, bayonetas y cañones, medios autoritarios si los hay; y el partido victorioso, si no quiere haber luchado en vano, tiene que mantener este dominio por medio del terror que sus armas inspiran a los reaccionarios. ¿La Comuna de París habría durado acaso un solo día, de no haber empleado esta autoridad de pueblo armado frente a los burgueses? ¿No podemos, por el contrario, reprocharle el no haberse servido lo bastante de ella?
F. Engels (1873), De la autoridad

Por último, Engels mostró también un interés el movimiento revolucionario ruso y redactó una serie de artículos dedicados a las relaciones sociales en ese país. Engels escribió en 1885 que los rusos se acercaban a su revolución democrática. “La revolución se ha curado para estallar dentro de un cierto tiempo; pero brota todos los días. En estas condiciones, el país es como una mina cargada, a la que sólo le queda traer la mecha”. Engels también era aficionado en la ciencia militar. En ¿Puede Europa desarmarse? (1893), una serie de artículos en Vorwärts, previó el peligro de una inminente  guerra mundial por el creciente presupuesto bélico en Europa, cuyo único remedio es el desarme y reducción de los ejércitos permanentes.

¿Y acaso no pende constantemente sobre nuestras cabezas la espada de Damocles de otra guerra, [...] una guerra de razas que entregará a toda Europa a la obra devastadora de quince o veinte millones de hombres armados, y que si no ha comenzado ya a hacer estragos es simplemente porque hasta la más fuerte entre las grandes potencias militares tiembla ante la completa imposibilidad de prever su resultado final?
F. Engels (1891), Introduccion a "La guerra civil en Francia" de C. Marx

### Economía
La obra de Engels sobre la economía política, tanto en sus ediciones de los escritos de Marx como en su obra original, influyó en las sucesivas generaciones de socialistas. Sus aportes "se dedicaron a la cuestión del origen de la plusvalía, a la determinación cuantitativa del precio o a descripciones técnicas del funcionamiento del capital", además de "la naturaleza del capitalismo maduro y su destino sobre el desarrollo del capitalismo inmaduro".

#### Crítica de la economía política

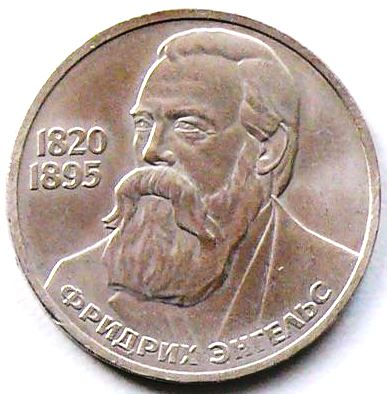
Rublo soviético conmemorativo del nacimiento de Engels.

A pesar de su contradictoria doble condición de empresario burgués y revolucionario, Engels criticó desde su juventud el carácter violento de la economía capitalista en apoyo de la clase obrera.

Finalmente, en aquellos períodos en que la lucha de clases está a punto de decidirse, es tan violento y tan claro el proceso de desintegración de la clase gobernante latente en el seno de la sociedad antigua, que una pequeña parte de esa clase se desprende de ella y abraza la causa revolucionaria, pasándose a la clase que tiene en sus manos el porvenir. Y así como antes una parte de la nobleza se pasaba a la burguesía, ahora una parte de la burguesía se pasa al campo del proletariado; en este tránsito rompen la marcha los intelectuales burgueses, que, analizando teóricamente el curso de la historia, han logrado ver claro en sus derroteros.
K. Marx y F. Engels (1848) Manifiesto Comunista, 2. Proletarios y comunistas

Engels criticó la economía clásica, representada por Adam Smith, David Ricardo y John Stuart Mill, entre otros, como "ciencia de enriquecimiento", porque se basaba en la propiedad privada. Sus representantes no estaban preparados para examinar las "contradicciones" la situación económica existente. 

La expresión de riqueza nacional surgió ya por el afán generalizado de los economistas liberales. Mientras exista la propiedad privada esa expresión carecerá de sentido. La "riqueza nacional" de los ingleses es muy grande, y sin embargo ellos son el pueblo más pobre que habita bajo el sol.
F. Engels (1843), Apuntes para una crítica de la economía política

El sistema económico liberal debe ser rechazado principalmente por el principio competitivo subyacente, que equivale al "derecho del más fuerte". El principio de competencia divide a las personas al crear un conflicto constante entre compradores y vendedores y hace que el comercio se convierta en un "fraude legal". Esto conduce a la formación de monopolios y a la especulación. Engels critica basado en el imperativo categórico de Immanuel Kant como el "punto de culminación de la inmoralidad" porque "desacreditada la Historia y en ella la Humanidad como medio". En última instancia, la competencia conduce a la pérdida de la libertad humana: "La concurrencia ha penetrado en todas nuestras relaciones de vida y ha concluido la servidumbre opuesta, en la que se mantienen ahora los humanos". En la economía capitalista "todas las condiciones naturales y razonables están al revés". Solo con la abolición de la propiedad privada se restablecerán las condiciones naturales y "la Humanidad dignificará su condición". Engels prevé una economía planificada en la que es tarea del comunidad calcular lo que "podrá producir sobre la oferta de medios existentes, y después de aumentar o disminuir la relación de la fuerza de producción, hasta que punto ella habrá de cejar el lujo o de limitarlo”.
Engels describió la explotación del proletariado en la La situación de la clase obrera en Inglaterra como forma de "asesinato social", anticipando conceptos que Marx utilizaría en El capital.

Toda la diferencia con respecto a la esclavitud antigua practicada abiertamente es que el trabajador actual parece ser libre porque no es vendido en una sola pieza, sino poco a poco, por día, por semana, por año, y porque no es un propietario quien lo vende a otro, sino él mismo es quien se ve obligado a venderse a sí mismo, pues no es el esclavo de un particular, sino de toda la clase poseedora.
F. Engels (1845) La situación de la clase obrera en Inglaterra

Continuó sus análisis de la mísera condiciones de vida de la clase obrera en su Contribución al problema de la vivienda, donde Engels explica como el libre mercado llevó a la gentrificación, la destrucción de viviendas y el abaratamiento de la construcción el cual en Inglaterra «las casas tiemblan cuando pasa una carreta, y no transcurre día sin que se hundan algunas».

#### Método lógico-histórico
En 1859, Engels elaboró en una reseña de la Contribución a la crítica de la economía política de Marx que hacer crítica de la economía política es al mismo tiempo desarrollar las leyes económicas dominantes. Para tal análisis se planteaba: "¿Con qué método había de tratarse la ciencia?". Engels diferenció el "método ordinario" de tipo metafísico "wolffiano" de los economistas burgueses del "método hegeliano" idealista "que intentó poner de relieve en la historia un proceso de desarrollo". Esta concepción de la historia fue "la premisa teórica directa de la nueva concepción materialista, y ya esto brindaba también un punto de partida para el método lógico". Este "método lógico" es a su vez un "método histórico [...] despojado únicamente de su forma histórica y de las contingencias perturbadoras" y establece que históricamente "las categorías económicas aparecerían aquí por el mismo orden que en su desarrollo lógico".
Con este "método lógico-histórico", denominado así por Ronald L. Meek, Engels sostiene que Marx en El capital, comienza en el tomo I con el análisis de la categoría económica de la mercancía, originario de modos de producción precapitalistas; para luego ir desarrollándose en dinero y capital hasta el tomo III, típico del modo de producción capitalista.

Con este método, partimos siempre de la relación primera y más simple que existe históricamente, de hecho; por tanto, aquí, partimos de la relación económica con que nos encontramos. Luego, procedemos a analizarla [...] La Economía Política comienza por la mercancía [...] El producto que entra en el intercambio es una mercancía. Pero lo que le convierte en mercancía es, pura y simplemente, el hecho de que a la cosa, al producto, vaya ligada una relación entre dos personas o comunidades, la relación entre el productor y el consumidor, que aquí no se confunden ya en la misma persona. [...] La Economía Política no trata de cosas, sino de relaciones entre personas y, en última instancia, entre clases; si bien estas relaciones van siempre unidas a cosas y aparecen como cosas."

La visión del método lógico-histórico como vigente en El capital fue dominante en el marxismo ortodoxo pero en discusiones posteriores la interpretación de Engels fue ampliamente cuestionada.

#### Defensa del análisis de Marx
Tras la publicación de El capital, Engels se dedicó a difundir y defender la teoría económica de Marx. Abandonó sus críticas de carácter moral por los análisis de Marx, quien "no basó jamás sus reivindicaciones comunistas en argumentos de esta especie, sino en el desmoronamiento inevitable del modo capitalista de producción, desmoronamiento que adquiere cada día a nuestros ojos proporciones mas vastas". Engels rechazó la moderna teoría de la utilidad marginal de William Stanley Jevons y Carl Menger, que consideró como "economía vulgar".
Contra las críticas Eugen Dühring, Engels escribió en 1878 su obra el Anti-Dühring, donde defendió la economía marxista de sus malentendidos. Por ejemplo, la diferencia y relación entre valor, valor de uso y trabajo socialmente necesario.

Si nuestro individuo produce una cosa que no tenga ningún valor de uso para otros, toda su energía no conseguirá producir ni un átomo de valor; y si se empeña en fabricar con la mano un objeto producido veinte veces más barato por una máquina, entonces diecinueve vigésimos de la energía que ha puesto en ello no producen ni una determinada cantidad de valor ni valor en absoluto.
F. Engels (1878), "Anti-Dühring", Sección segunda, ECONOMIA POLITICA. V. Teoría del valor

Otra polémica polémica vino por parte del economista Johann Karl Rodbertus, quien acusó a Marx de plagiar sus teorías. Frente a estas acusaciones Engels respondió sosteniendo que las teorías de Marx ya se encontraban en sus obras previas y que el análisis del plusvalor es superior en Marx. En el prefacio del Tomo II de El capital (1885) propuso un reto a los economistas clásicos como Rodbertus mostrar "de qué manera un promedio igual tasa de ganancia puede y debe producirse, no sólo sin una violación de los derechos la ley del valor, pero sobre la base misma de ella". A lo largo de la década esto condujo a una ola de soluciones propuestas por los economistas Wilhelm Lexis, Conrad Schmidt y Werner Sombart. Según Engels, Marx resolvió el problema con su teoría de los precios de producción en Tomo III (1894).
Poco antes de su muerte, Engels respondió a las críticas de Achille Loria en un suplemento al prólogo del tercer tomo de El capital (1895). Criticó que Loria confundió valor con precio y plusvalor con ganancia.  Respecto al problema de la transformación entre valores y precios de producción Engels sostuvo que "las mercancías no se intercambian solo como tales, sino también como productos de capitales que reclaman una igual participación al tratarse de capitales de magnitud ideal. Todo valor, toda mercancía, y por tanto, todo coste-precio es también capital". Engels interpretó el problema de la transformación de manera histórica. Así la ley del valor marxista del primer tomo y los precios "transformados" del tercer tomo se aplicaban a diferentes períodos de la historia. En particular, la ley del valor habría prevalecido en las economías de "producción mercantil simple" e intercambio precapitalistas, desde Babilonia hasta el siglo XV, mientras que los precios "transformados" se habrían materializado bajo el capitalismo.

## Obras principales

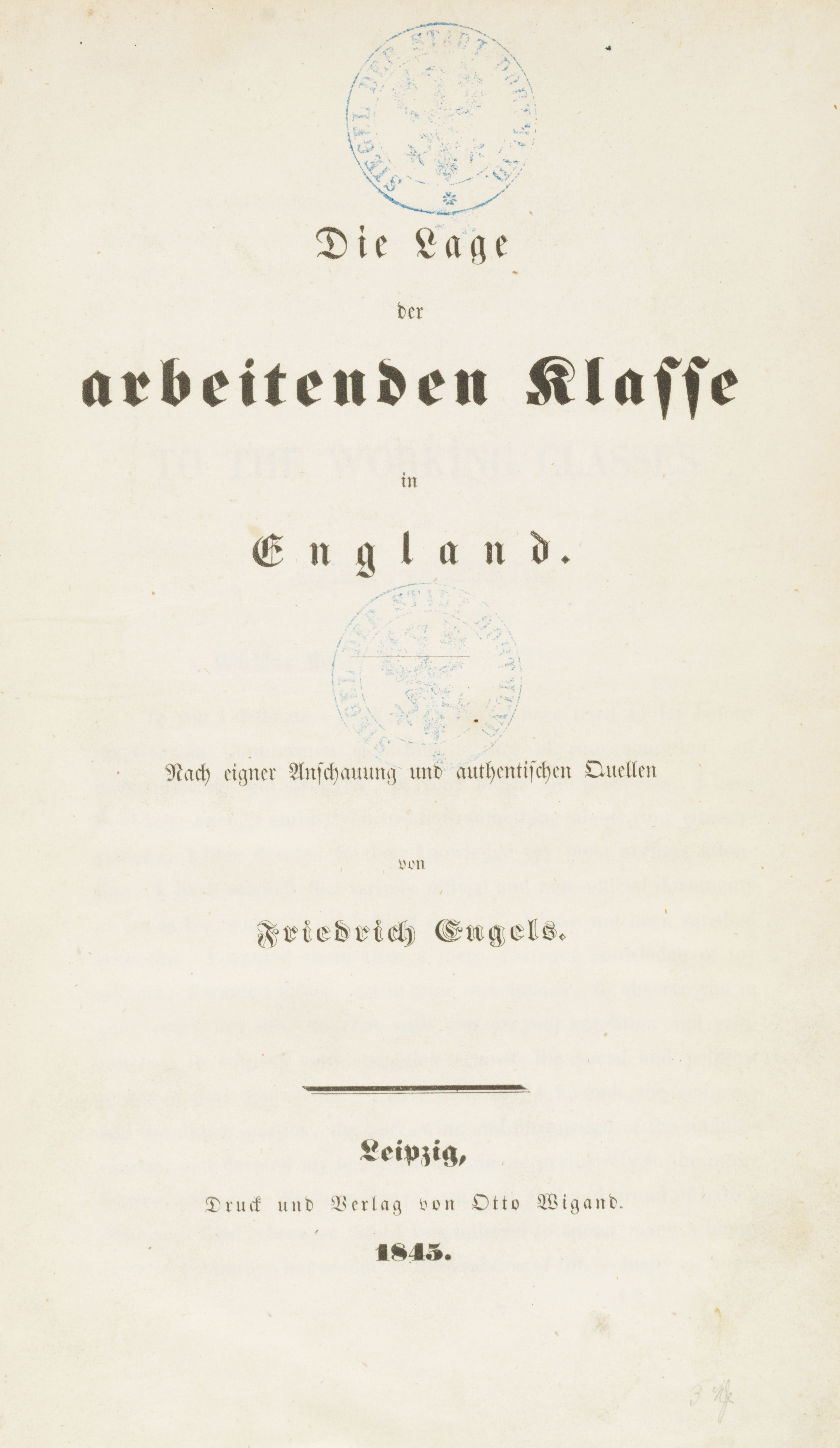
Primera edición de La condición de la clase obrera en Inglaterra (1845).

Fue secretario de la Primera Internacional obrera (la Asociación Internacional de los Trabajadores o AIT) desde 1870, y participó también en la fundación de la Segunda Internacional. Intervino, por sus responsabilidades, en la vida política de los partidos afiliados a la Internacional en el sur de Europa (España, Portugal, Italia) y en el este (Rumanía, Rusia), escribiendo libros y artículos al respecto. Entre estos destacan:
- Apuntes para una crítica de la economía política (1843): Artículo de los Anales franco-alemanes donde Engels lanza un ataque frontal contra la economía política, especialmente contra los economistas clásicos, desde Adam Smith hasta David Ricardo.
- La Sagrada Familia (1844): Escrito por Marx y Engels en noviembre de 1844. El libro es una crítica sobre los jóvenes hegelianos y su tendencia de pensamiento, que era muy popular en los círculos académicos de la época. El título fue una sugerencia del editor y pretende ser una referencia sarcástica a los Hermanos Bauer y sus partidarios.

- La condición de la clase obrera en Inglaterra (1845): Es una descripción detallada y un análisis de las terribles condiciones de la clase obrera en Gran Bretaña durante la estancia de Engels en Mánchester y Salford. El trabajo también contiene pensamientos seminales sobre el estado del socialismo y su desarrollo.

- La ideología alemana (1846): Gran parte del resto del libro se compone de muchos satíricas polémicas contra Bruno Bauer y Max Stirner. Un segundo volumen, escrito principalmente por Engels, está dirigido contra el "verdadero socialismo", una tendencia política de la época.

- Las guerras campesinas en Alemania (1850): El libro discute la compleja estructura social de Alemania en el siglo XVI. Engels afirma que el capitalismo y el protestantismo están asociados, como Max Weber, en su obra La ética protestante y el espíritu del capitalismo.
- Contribución al problema de la vivienda (1872-3): Respuesta de Engels sobre la escasez de viviendas disponibles para los trabajadores en los principales centros industriales de Alemania. La afluencia y el aumento del proletariado crearon una crisis de vivienda. Criticó las soluciones de los proudhonianos y socialistas pequeñoburgués en general, incluido el lassalleanismo. El punto central de Engels era que la política revolucionaria del proletariado no puede ser sustituida por una política reformista. Abogó por la desmercantilización de la vivienda que solo "mediante la abolición del modo de producción capitalista, se hace posible la solución de la cuestión de la vivienda”.
- De la autoridad (1872-73): Artículo dirigido contra el llamado "socialismo antiautoritario" de Mijaíl Bakunin. Aborda la relación entre autonomía y autoridad en la convivencia social. Engels muestra mediante ejemplos de la organización de la industria y social, como la Comuna de París, que ninguna revolución social puede eliminar el principio de autoridad y, en consecuencia, un cierto grado de dirección autoritaria.

- Dialéctica de la naturaleza (1873-83): Obra inacabada de 1883 de Engels que aplica las ideas marxistas, particularmente las del materialismo dialéctico, a la ciencia. Fue publicado por primera vez en la URSS en 1925.[290] Sus conocimientos polifacéticos le permitieron clasificar las ciencias sobre la base de sus conexiones con las formas objetivas del movimiento de la materia.[7] Engels dividió las ciencias en tres grupos: las ciencias del pensamiento (que se pueden coordinar con la lógica), las ciencias naturales y las ciencias humanas.[291] En el capítulo noveno, 'El papel del trabajo en la transformación del mono en hombre, Engels propone un paradigma materialista unitario de la historia natural y humana.
- La revolución de la ciencia del Sr. Eugen Dühring, conocido popularmente como Anti-Dühring (1878): Crítica detallada de las posiciones filosóficas de Eugen Dühring, filósofo y crítico alemán del marxismo. En el curso de responder a Dühring, Engels revisa los avances recientes en ciencias y matemáticas que buscan demostrar la forma en que los conceptos de dialéctica se aplican a los fenómenos naturales.[292] Karl Marx escribió el décimo capítulo.[138] Para Karl Kautsky no había “ningún libro que hubiera hecho tanto por la comprensión del marxismo”.[293]

- Del socialismo utópico al socialismo científico (1880): Selección de tres capítulos del Anti-Dühring publicado por separado. Engels critica a los socialistas utópicos, como Fourier y Owen, y proporciona una explicación del marco socialista para comprender el capitalismo, y un resumen de la progresión del desarrollo social y económico desde perspectiva del materialismo histórico .

Engels se aplicó a corregir y preparar para publicación los manuscritos que Marx había dejado inconclusos en su preparación de El Capital. El segundo tomo vio la luz en 1885 y el tercero en 1894. Esta obra fue el centro de sus esfuerzos hasta su muerte, que ocurrió antes de que pudiera dar a la luz lo que habría sido un cuarto tomo. El nombre de Engels no figura en forma alguna en la autoría de esos volúmenes, pero es indudable que hay mucho de su mano en ellos. Lenin reconoció estos tomos como obra de Marx y Engels. Siguió publicando artículos militantes en La Nueva Gaceta así como obras originales, como:
- El origen de la familia, la propiedad privada y el Estado (1884): trata sobre materialismo histórico basado parcialmente en las notas de Karl Marx y el antropólogo estadounidense Lewis Henry Morgan dedicada a los principales problemas de la evolución de las relaciones familiares y matrimoniales, la opresión de la mujer, el análisis de la descomposición de la sociedad tribal, la formación de la propiedad privada, las clases sociales y el Estado. Influyó mucho en los inicios de la futura sociología de la familia y económica.
- Ludwig Feuerbach y el fin de la filosofía clásica alemana (1888): una crítica de la filosofía alemana (la dialéctica idealista de Hegel y el materialismo metafísico de Ludwig Feuerbach) desde su visión materialista de la historia y la dialéctica. Junto con el Anti-Dühring y el Manifiesto Comunista, fue una de las obras de Engels “que no deben faltar en las manos de ningún obrero consciente” para Lenin.[294][295]

## Recepción

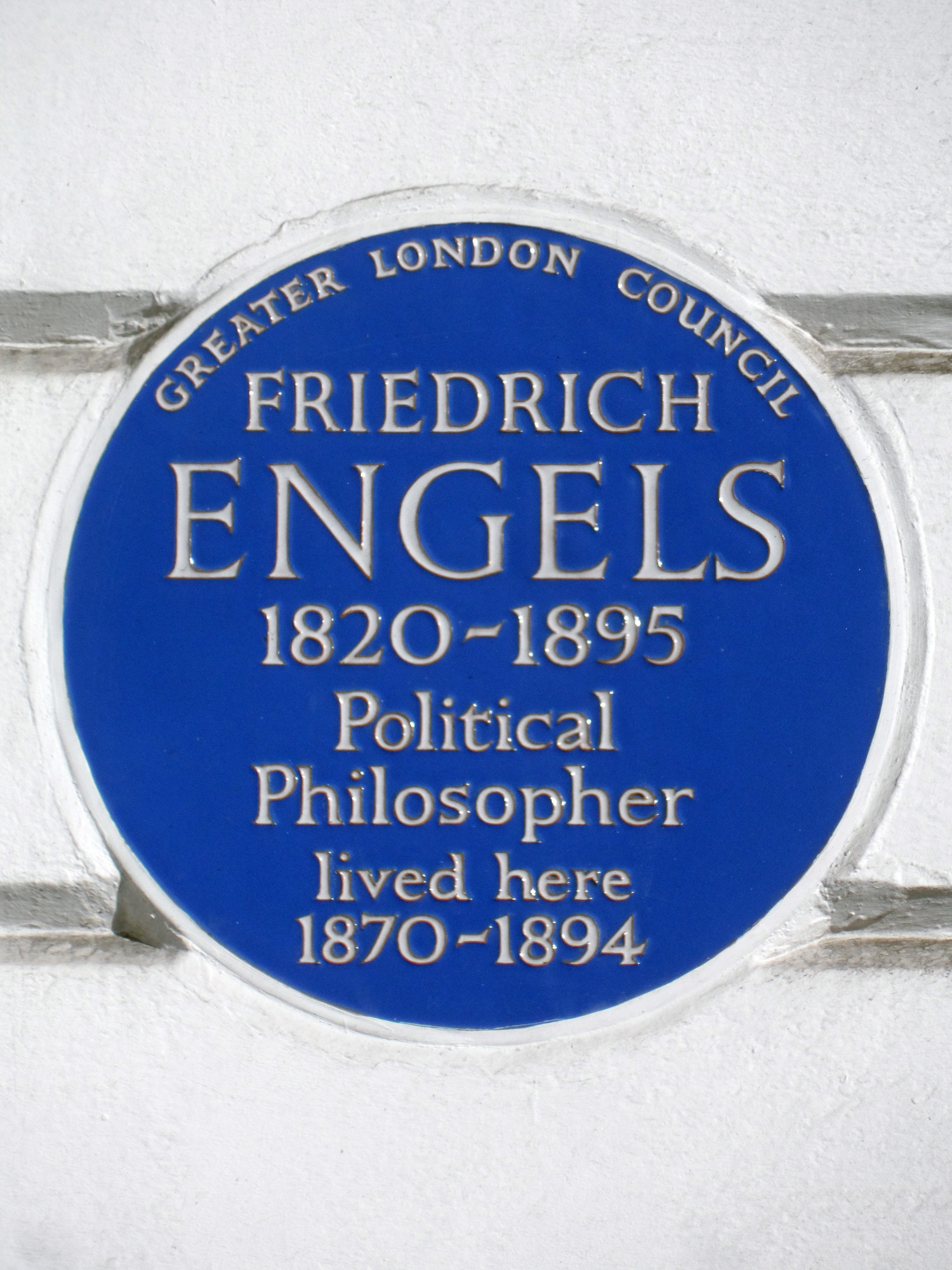
Placa azul erigida en 1972 por el Greater London Council en 122 Regent's Park Road de Londres, donde vivió Engels.

Engels tuvo una influencia significativa en el desarrollo posterior del marxismo. No tuvo solo un protagonismo propio como teórico del socialismo, sino que siguió participando activamente en el movimiento socialista y comunista. Se le ha considerado el "primer marxista". Para los líderes obreros y los teóricos socialistas fue la autoridad indiscutible en los primeros años de la Segunda Internacional. Los principales líderes de los movimientos obreros de Alemania, Austria, Francia, Italia y España (Wilhelm Liebknecht, Karl Kautsky, Eduard Bernstein, Víctor Adler, Paul Lafargue, Filippo Turati, José Mesa) se convirtieron en sus alumnos. Según Isaiah Berlin, las obras de Engels, en lugar de las de Marx, fueron la fuente principal del materialismo histórico y dialéctico de Plejánov, Kautsky, Lenin, Stalin, Mao e incluso Trotski. Lenin escribió de él:

"Después de que su amigo Karl Marx (quien murió en 1883), Engels fue el mejor erudito y maestro del proletariado moderno en todo el mundo civilizado [...] En sus trabajos científicos, Marx y Engels fueron los primeros en explicar que el socialismo no es la invención de los soñadores, sino el objetivo final y el resultado necesario del desarrollo de las fuerzas productivas en la sociedad moderna. Toda la historia registrada hasta ahora ha sido una historia de lucha de clases, de la sucesión del gobierno y la victoria de ciertos grupos sociales. clases sobre otros ".

Friedrich Engels, en calidad de teórico y fundador del socialismo científico, contribuyó a definir formulaciones acerca de la lucha de clases, así estuviesen "embozadas". Su categorización de las acciones de los anabaptistas y su líder Thomas Müntzer, entre otras, así como de las confrontaciones religiosas (taboritas de Bohemia) sirvieron de puntal al "desvelamiento" de las contradicciones violentas de clase.[cita requerida]
A diferencia de Marx, Engels sólo desarrolló sus concepciones filosóficas más tarde, cuando se ocupó intensamente de las ciencias naturales, especialmente en lo que respecta al problema de la dialéctica. Aunque Engels puso la mayor parte de su trabajo teórico y práctico al servicio de Marx, abrió áreas de la teoría marxista a las que Marx prestó poca atención. En particular, en las disciplinas clásicas de la filosofía, como la epistemología, la ontología, antropología y la filosofía de la historia.
El biólogo evolutico J.B.S. Haldane valoró los aportes de Engels en Dialética de la naturaleza. El paleontólogo Stephen Jay Gould celebró el pensamiento de Engels sobre la evolución humana, que había enfatizado el papel del trabajo, anticipando el descubrimiento del Australopithecus africanus, e "incisivo análisis político de por qué la ciencia occidental está tan comprometida con la afirmación apriorística de la primacía cerebral" y "del rol político de la ciencia y de los prejuicios sociales que deben afectar todo pensamiento". Howard Waitzkin consideró La condición de la clase obrera en Inglaterra de Engels como "el primer estudio marxista importante sobre el cuidado de la salud" de la clase trabajadora bajo la industrialización capitalista y "su tratamiento de los problemas de salud iba a tener un profundo efecto en el surgimiento de la medicina social en Europa occidental, particularmente en el trabajo de Rudolf Virchow". En El biólogo dialéctico, Richard Lewontin y Richard Levins defendieron la concepción dialéctica de Engels frente a la mecanicista y reduccionista en las ciencias naturales. En la dedicatoria escribieron: “A Frederick Engels, que se equivocó muchas veces pero acertó donde más importaba”.
En numerosas ciudades de todo el mundo (por ejemplo, Berlín, Wuppertal, Viena , Moscú) hay calles, plazas, edificios, estatuas y similares que llevan el nombre de Engels. Se pueden encontrar referencias a él particularmente en lugares donde Engels permaneció durante mucho tiempo. La casa en la Engels nació fue transformada en una casa museo Engels-Haus constituyente del Museum Industriekultur de Wuppertal en 1970. En el verano de 2017, como parte del Festival Internacional de Mánchester, el escultor Phil Collins instaló una estatua de Engels de la era soviética, trasladada desde Ucrania, en Tony Wilson Place en Mánchester.
Fue un personaje en la obra teatral Young Marx en el Bridge Theatre de Londres y fue interpretado por Stefan Konarske en la película El joven Karl Marx en conmemoración del segundo centenario de Marx.

## Relación teórica entre Marx y Engels

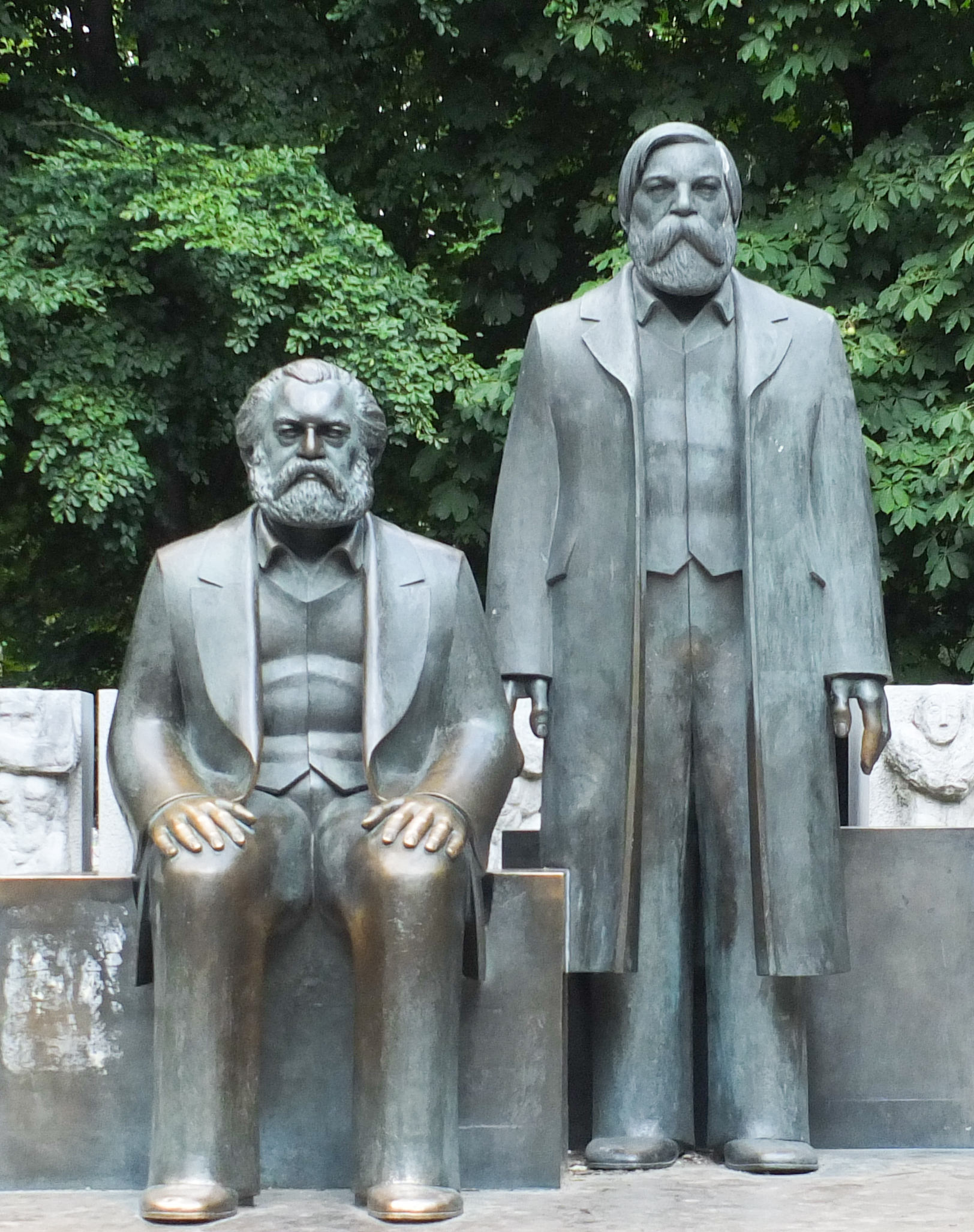
Monumento Marx-Engels-Forum en el distrito de Mitte de Berlín.

La relación entre la teoría de Marx y Engels, a menudo referida en la literatura como el "problema / cuestión Marx-Engels", es objeto de controversia dentro del marxismo. A rasgos generales, Maximilien Rubel formula el problema así: «¿cuáles son los límites de la competencia de Engels en su papel de ejecutor indiscutible del legado intelectual de Marx, al que todavía apelamos para dilucidar los problemas materiales y éticos de nuestro tiempo?»
La tradición marxista ortodoxa considera a Marx y Engels como “gemelos espirituales” quienes, por razones prácticas, asumieron distintas tareas laborales. Mientras que a Marx se le asignó la parte de economía, la tarea de Engels fue cubrir las otras áreas, desde la filosofía, la antropología y la teoría del estado hasta la física y la filosofía de la ciencia.
La tesis de los dos "gemelos espirituales" fue repetidamente opuesta en la literatura a la tesis del "error trágico" ("engaño trágico"). Según esta versión, Engels entendió mal todos los conceptos fundamentales de Marx y fue responsable de los desarrollos socialistas reales resultantes. El marxismo posterior sería un "engelismo". Jean-Paul Sartre llegó a hablar del «nefasto encuentro con Engels».
Se suele aceptar, como el propio Engels se encargó de reconocer, que los análisis de Marx «poseen una mayor sutileza» y «algunas interpretaciones engelsianas de los planteamientos de Marx tienden a la simplificación». Según Terrell Carver: «no encontramos en las obras de Marx el filosofar confuso, ventoso y ambiguo que encontramos en Engels». Mijaíl Bakunin, rival anarquista de Engels, escribió: «Si bien su devoto amigo Engels era tan inteligente como él». El activista e historiador del movimiento obrero alemán Franz Mehring: «Marx parece ser superior a Engels. Pero no podría haber llegado a esta altura sin que Engels mejorara tanto como lo hizo. [...] No era igual a Marx, pero era similar en espíritu». El economista Joseph Alois Schumpeter también consideró que Engels «estaba muy por debajo de Marx» y «sus interpretaciones deben usarse con cuidado».
Desde la década de 1970, esta visión, representada en particular por la Neue Marx-Lektüre, problematizan cómo Engels interpretó las categorías de Marx de manera historizadora (método lógico-histórico). Christopher J. Arthur ha sostenido en otra parte que la lectura que hace Engels de El capital es equivocada y critica que el método lógico-histórico de Engels se basa en «una lógica lineal» en lugar de «una lógica dialéctica» como en Marx. Mario L. Robles Báez afirma que la interpretación histórica de Engels según la cual la ley del valor corresponde a una forma de producción precapitalista «es opuesta a la de Marx de que el valor no existe fuera de capitalismo». Michael Heinrich también notó que «Engels hizo modificaciones significativas» el tomo III de El capital frente a los manuscritos originales publicados en el Marx-Engels Gesamtausgabe (MEGA).
Otra crítica proviene del intento de Engels de reducir las ciencias naturales a la dialéctica. Terrell Carver señala que Marx ya comentó sus sospechas a Engels: «no quiero arriesgar una opinión antes de haber tenido tiempo de reflexionar sobre el asunto y consultar a las “autoridades”». Alfred Schmidt argumentó que «donde Engels pasó más allá de la concepción de Marx de la relación entre la naturaleza y la historia social, recayó en una metafísica dogmática». El engelsianismo cae, según Roger Garaudy, en "anticiparse a los resultados de la ciencia”. George Lichtheim criticó que «Engels había reducido el marxismo a una forma positivista de materialismo». Desde esta visión, según Alasdair MacIntyre, Engels cae en un determinismo materialista en el que «debemos esperar la llegada de la revolución como esperamos la llegada de un eclipse». Así, Manfred B. Steger sostiene que «no hay evidencia textual directa en ninguna parte de los escritos de Marx —y la mayoría de ellos ya están disponibles— de que él estaba de acuerdo con las leyes ambiciosamente comprehensivas de Engels, tal como se establece en Anti-Duhring».
El politólogo John L. Stanley observó que los intentos de separar a Marx de Engels lo han llevado a su estigmatización, «como la fuente de todo lo que es reprobable en el marxismo». Sin embargo, estas posturas fue recibida con duras críticas y generó una serie de defensas del trabajo editorial de Engels.  Por ejemplo, en un artículo en Atlantis Press que analiza el Anti-Dühring se concluye que «refleja claramente los puntos de vista colectivos de Engels y Marx». En opinión de Manuel Sacristán, «es Engels el que corrige juiciosamente las fantasiosas salidas cientificistas y pseudocientíficas de Marx» sin las cuales Marx habría caído en los mismos errores que Hegel.
John Bellamy Foster reivindicó el legado en Engels en Marx's Ecology, donde escribió que pese a los «supuestos mecanicistas estaban incrustados en el análisis de Engels, una inspección minuciosa revela hasta qué punto Engels logró trascender las formas mecanicistas de pensamiento, basado en una crítica dialéctica y un conocimiento de evolución», pero «lo que faltaba principalmente en el análisis de Engels era una comprensión suficientemente profunda de las bases filosóficas de la propia concepción materialista de la naturaleza de Marx tal como había surgido a través de su confrontación con Epicuro y Hegel»  (véase: Economía ecológica). Guido Starosta matiza que aunque el análisis lógico e histórico de Engels «no pueden identificarse de manera inmediata [...] tampoco deben contraponerse de manera abstracta y exterior como si se tratase de dos métodos distintos». El historiador E. P. Thompson en The Poverty of Theory defendió el empirismo dialéctico de Engels contra el marxismo estructuralista de Louis Althusser (véase Nueva Izquierda). El enfoque "anti-Engels", expresó Thompson, tiende a imaginar a Engels como «chivo expiatorio» que ha sido cargado con cualquier defecto «que uno elige impugnar al marxismo posterior» y, según señala Dill Hunley, tienden a contradecirse «unos a otros y, a veces, incluso a sí mismos». Como escribe Chris Arthur: «Marx nunca fue alguien que juzgara a la ligera las deficiencias intelectuales de los demás, sin embargo, de todos sus contemporáneos, fue con Engels con quien eligió formar una estrecha asociación intelectual».

## Eponimia
- El asteroide (29829) Engels lleva este nombre en su memoria.